# Llista d'asteroides (239001-240000)
Llista d'asteroides del 239.001 al 240.000, amb data de descoberta i descobridor. És un fragment de la llista d'asteroides completa. Als asteroides se'ls dona un número quan es confirma la seva òrbita, per tant apareixen llistats aproximadament segons la data de descobriment.

## 239001-239100
| Nom           | Designació provisional | Data de descobriment | Lloc de descobriment | Descobridor/s        |
| ------------- | ---------------------- | -------------------- | -------------------- | -------------------- |
| 239001        | 2006 CG49              | 3 de febrer de 2006  | Socorro              | LINEAR               |
| 239002        | 2006 CL50              | 3 de febrer de 2006  | Mount Lemmon         | Mt. Lemmon Survey    |
| 239003        | 2006 CX61              | 3 de febrer de 2006  | Mount Lemmon         | Mt. Lemmon Survey    |
| 239004        | 2006 DT5               | 20 de febrer de 2006 | Mount Lemmon         | Mt. Lemmon Survey    |
| 239005        | 2006 DY5               | 20 de febrer de 2006 | Catalina             | CSS                  |
| 239006        | 2006 DH8               | 20 de febrer de 2006 | Mount Lemmon         | Mt. Lemmon Survey    |
| 239007        | 2006 DA21              | 20 de febrer de 2006 | Catalina             | CSS                  |
| 239008        | 2006 DW21              | 20 de febrer de 2006 | Kitt Peak            | Spacewatch           |
| 239009        | 2006 DW22              | 20 de febrer de 2006 | Kitt Peak            | Spacewatch           |
| 239010        | 2006 DE24              | 20 de febrer de 2006 | Kitt Peak            | Spacewatch           |
| 239011        | 2006 DC26              | 20 de febrer de 2006 | Mount Lemmon         | Mt. Lemmon Survey    |
| 239012        | 2006 DZ47              | 21 de febrer de 2006 | Mount Lemmon         | Mt. Lemmon Survey    |
| 239013        | 2006 DH48              | 21 de febrer de 2006 | Mount Lemmon         | Mt. Lemmon Survey    |
| 239014        | 2006 DW52              | 24 de febrer de 2006 | Catalina             | CSS                  |
| 239015        | 2006 DE70              | 20 de febrer de 2006 | Mount Lemmon         | Mt. Lemmon Survey    |
| 239016        | 2006 DA73              | 22 de febrer de 2006 | Socorro              | LINEAR               |
| 239017        | 2006 DV81              | 24 de febrer de 2006 | Kitt Peak            | Spacewatch           |
| 239018        | 2006 DC82              | 24 de febrer de 2006 | Kitt Peak            | Spacewatch           |
| 239019        | 2006 DK94              | 24 de febrer de 2006 | Kitt Peak            | Spacewatch           |
| 239020        | 2006 DR102             | 25 de febrer de 2006 | Mount Lemmon         | Mt. Lemmon Survey    |
| 239021        | 2006 DH104             | 25 de febrer de 2006 | Kitt Peak            | Spacewatch           |
| 239022        | 2006 DD107             | 25 de febrer de 2006 | Mount Lemmon         | Mt. Lemmon Survey    |
| 239023        | 2006 DC108             | 25 de febrer de 2006 | Kitt Peak            | Spacewatch           |
| 239024        | 2006 DC110             | 25 de febrer de 2006 | Socorro              | LINEAR               |
| 239025        | 2006 DF110             | 25 de febrer de 2006 | Mount Lemmon         | Mt. Lemmon Survey    |
| 239026        | 2006 DX113             | 27 de febrer de 2006 | Kitt Peak            | Spacewatch           |
| 239027        | 2006 DN116             | 27 de febrer de 2006 | Kitt Peak            | Spacewatch           |
| 239028        | 2006 DY120             | 22 de febrer de 2006 | Catalina             | CSS                  |
| 239029        | 2006 DO121             | 22 de febrer de 2006 | Anderson Mesa        | LONEOS               |
| 239030        | 2006 DP123             | 24 de febrer de 2006 | Mount Lemmon         | Mt. Lemmon Survey    |
| 239031        | 2006 DT126             | 25 de febrer de 2006 | Kitt Peak            | Spacewatch           |
| 239032        | 2006 DM134             | 25 de febrer de 2006 | Kitt Peak            | Spacewatch           |
| 239033        | 2006 DY138             | 25 de febrer de 2006 | Kitt Peak            | Spacewatch           |
| 239034        | 2006 DO139             | 25 de febrer de 2006 | Kitt Peak            | Spacewatch           |
| 239035        | 2006 DZ145             | 25 de febrer de 2006 | Mount Lemmon         | Mt. Lemmon Survey    |
| 239036        | 2006 DS147             | 25 de febrer de 2006 | Kitt Peak            | Spacewatch           |
| 239037        | 2006 DH148             | 25 de febrer de 2006 | Kitt Peak            | Spacewatch           |
| 239038        | 2006 DZ160             | 27 de febrer de 2006 | Kitt Peak            | Spacewatch           |
| 239039        | 2006 DK175             | 27 de febrer de 2006 | Socorro              | LINEAR               |
| 239040        | 2006 DJ187             | 27 de febrer de 2006 | Kitt Peak            | Spacewatch           |
| 239041        | 2006 DO190             | 27 de febrer de 2006 | Kitt Peak            | Spacewatch           |
| 239042        | 2006 DB193             | 27 de febrer de 2006 | Kitt Peak            | Spacewatch           |
| 239043        | 2006 DH198             | 26 de febrer de 2006 | Anderson Mesa        | LONEOS               |
| 239044        | 2006 DX201             | 20 de febrer de 2006 | Socorro              | LINEAR               |
| 239045        | 2006 DV202             | 22 de febrer de 2006 | Catalina             | CSS                  |
| 239046        | 2006 DQ212             | 25 de febrer de 2006 | Flagstaff USNO       | Flagstaff USNO       |
| 239047        | 2006 DO214             | 27 de febrer de 2006 | Kitt Peak            | Spacewatch           |
| 239048        | 2006 EV16              | 2 de març de 2006    | Mount Lemmon         | Mt. Lemmon Survey    |
| 239049        | 2006 ET37              | 4 de març de 2006    | Anderson Mesa        | LONEOS               |
| 239050        | 2006 ED41              | 4 de març de 2006    | Kitt Peak            | Spacewatch           |
| 239051        | 2006 EU41              | 4 de març de 2006    | Catalina             | CSS                  |
| 239052        | 2006 EF46              | 4 de març de 2006    | Kitt Peak            | Spacewatch           |
| 239053        | 2006 EX48              | 4 de març de 2006    | Kitt Peak            | Spacewatch           |
| 239054        | 2006 EU51              | 4 de març de 2006    | Kitt Peak            | Spacewatch           |
| 239055        | 2006 EH53              | 5 de març de 2006    | Catalina             | CSS                  |
| 239056        | 2006 EA60              | 5 de març de 2006    | Kitt Peak            | Spacewatch           |
| 239057        | 2006 FO4               | 23 de març de 2006   | Kitt Peak            | Spacewatch           |
| 239058        | 2006 FW9               | 24 de març de 2006   | Mount Lemmon         | Mt. Lemmon Survey    |
| 239059        | 2006 FA17              | 23 de març de 2006   | Kitt Peak            | Spacewatch           |
| 239060        | 2006 FV24              | 24 de març de 2006   | Kitt Peak            | Spacewatch           |
| 239061        | 2006 FF32              | 25 de març de 2006   | Mount Lemmon         | Mt. Lemmon Survey    |
| 239062        | 2006 FA37              | 23 de març de 2006   | Catalina             | CSS                  |
| 239063        | 2006 FW39              | 25 de març de 2006   | Kitt Peak            | Spacewatch           |
| 239064        | 2006 FA42              | 26 de març de 2006   | Mount Lemmon         | Mt. Lemmon Survey    |
| 239065        | 2006 FD48              | 24 de març de 2006   | Anderson Mesa        | LONEOS               |
| 239066        | 2006 FY49              | 26 de març de 2006   | Anderson Mesa        | LONEOS               |
| 239067        | 2006 FC50              | 31 de març de 2006   | Kitt Peak            | Spacewatch           |
| 239068        | 2006 FC53              | 23 de març de 2006   | Mount Lemmon         | Mt. Lemmon Survey    |
| 239069        | 2006 FY53              | 26 de març de 2006   | Mount Lemmon         | Mt. Lemmon Survey    |
| 239070        | 2006 FO54              | 25 de març de 2006   | Kitt Peak            | Spacewatch           |
| 239071 Penghu | 2006 GF                | 1 d'abril de 2006    | Lulin                | Q.-z. Ye             |
| 239072        | 2006 GL14              | 2 d'abril de 2006    | Kitt Peak            | Spacewatch           |
| 239073        | 2006 GY14              | 2 d'abril de 2006    | Kitt Peak            | Spacewatch           |
| 239074        | 2006 GG16              | 2 d'abril de 2006    | Kitt Peak            | Spacewatch           |
| 239075        | 2006 GK19              | 2 d'abril de 2006    | Kitt Peak            | Spacewatch           |
| 239076        | 2006 GF28              | 2 d'abril de 2006    | Kitt Peak            | Spacewatch           |
| 239077        | 2006 GP31              | 2 d'abril de 2006    | Kitt Peak            | Spacewatch           |
| 239078        | 2006 GX36              | 8 d'abril de 2006    | Mount Lemmon         | Mt. Lemmon Survey    |
| 239079        | 2006 GN40              | 6 d'abril de 2006    | Catalina             | CSS                  |
| 239080        | 2006 GB45              | 7 d'abril de 2006    | Mount Lemmon         | Mt. Lemmon Survey    |
| 239081        | 2006 GM49              | 6 d'abril de 2006    | Siding Spring        | Siding Spring Survey |
| 239082        | 2006 GG51              | 2 d'abril de 2006    | Catalina             | CSS                  |
| 239083        | 2006 GJ51              | 6 d'abril de 2006    | Socorro              | LINEAR               |
| 239084        | 2006 GY52              | 9 d'abril de 2006    | Kitt Peak            | Spacewatch           |
| 239085        | 2006 GZ53              | 7 d'abril de 2006    | Kitt Peak            | Spacewatch           |
| 239086        | 2006 HO3               | 18 d'abril de 2006   | Anderson Mesa        | LONEOS               |
| 239087        | 2006 HY10              | 19 d'abril de 2006   | Kitt Peak            | Spacewatch           |
| 239088        | 2006 HW14              | 19 d'abril de 2006   | Mount Lemmon         | Mt. Lemmon Survey    |
| 239089        | 2006 HA19              | 18 d'abril de 2006   | Kitt Peak            | Spacewatch           |
| 239090        | 2006 HJ19              | 18 d'abril de 2006   | Kitt Peak            | Spacewatch           |
| 239091        | 2006 HA27              | 20 d'abril de 2006   | Kitt Peak            | Spacewatch           |
| 239092        | 2006 HT35              | 19 d'abril de 2006   | Palomar              | NEAT                 |
| 239093        | 2006 HP38              | 21 d'abril de 2006   | Kitt Peak            | Spacewatch           |
| 239094        | 2006 HY38              | 21 d'abril de 2006   | Kitt Peak            | Spacewatch           |
| 239095        | 2006 HE39              | 21 d'abril de 2006   | Kitt Peak            | Spacewatch           |
| 239096        | 2006 HF44              | 24 d'abril de 2006   | Mount Lemmon         | Mt. Lemmon Survey    |
| 239097        | 2006 HR47              | 24 d'abril de 2006   | Kitt Peak            | Spacewatch           |
| 239098        | 2006 HC48              | 24 d'abril de 2006   | Kitt Peak            | Spacewatch           |
| 239099        | 2006 HX48              | 24 d'abril de 2006   | Anderson Mesa        | LONEOS               |
| 239100        | 2006 HZ49              | 26 d'abril de 2006   | Kitt Peak            | Spacewatch           |

## 239101-239200
| Nom            | Designació provisional | Data de descobriment | Lloc de descobriment | Descobridor/s        |
| -------------- | ---------------------- | -------------------- | -------------------- | -------------------- |
| 239101         | 2006 HN53              | 19 d'abril de 2006   | Catalina             | CSS                  |
| 239102         | 2006 HU54              | 21 d'abril de 2006   | Catalina             | CSS                  |
| 239103         | 2006 HB56              | 22 d'abril de 2006   | Siding Spring        | Siding Spring Survey |
| 239104         | 2006 HN56              | 19 d'abril de 2006   | Anderson Mesa        | LONEOS               |
| 239105         | 2006 HP57              | 28 d'abril de 2006   | Vallemare Borbon     | V. S. Casulli        |
| 239106         | 2006 HA58              | 29 d'abril de 2006   | Marly                | P. Kocher            |
| 239107         | 2006 HH58              | 23 d'abril de 2006   | Anderson Mesa        | LONEOS               |
| 239108         | 2006 HN75              | 25 d'abril de 2006   | Kitt Peak            | Spacewatch           |
| 239109         | 2006 HL77              | 25 d'abril de 2006   | Kitt Peak            | Spacewatch           |
| 239110         | 2006 HJ80              | 26 d'abril de 2006   | Kitt Peak            | Spacewatch           |
| 239111         | 2006 HQ80              | 26 d'abril de 2006   | Kitt Peak            | Spacewatch           |
| 239112         | 2006 HD81              | 26 d'abril de 2006   | Kitt Peak            | Spacewatch           |
| 239113         | 2006 HY86              | 29 d'abril de 2006   | Kitt Peak            | Spacewatch           |
| 239114         | 2006 HY89              | 26 d'abril de 2006   | Anderson Mesa        | LONEOS               |
| 239115         | 2006 HR93              | 29 d'abril de 2006   | Kitt Peak            | Spacewatch           |
| 239116         | 2006 HZ93              | 29 d'abril de 2006   | Kitt Peak            | Spacewatch           |
| 239117         | 2006 HM94              | 29 d'abril de 2006   | Kitt Peak            | Spacewatch           |
| 239118         | 2006 HD102             | 30 d'abril de 2006   | Kitt Peak            | Spacewatch           |
| 239119         | 2006 HR103             | 30 d'abril de 2006   | Kitt Peak            | Spacewatch           |
| 239120         | 2006 HH105             | 25 d'abril de 2006   | Catalina             | CSS                  |
| 239121         | 2006 HM111             | 26 d'abril de 2006   | Siding Spring        | Siding Spring Survey |
| 239122         | 2006 HG113             | 25 d'abril de 2006   | Kitt Peak            | Spacewatch           |
| 239123         | 2006 HF114             | 25 d'abril de 2006   | Mount Lemmon         | Mt. Lemmon Survey    |
| 239124         | 2006 HA117             | 26 d'abril de 2006   | Kitt Peak            | Spacewatch           |
| 239125         | 2006 HF120             | 30 d'abril de 2006   | Kitt Peak            | Spacewatch           |
| 239126         | 2006 HY146             | 27 d'abril de 2006   | Cerro Tololo         | M. W. Buie           |
| 239127         | 2006 HW152             | 30 d'abril de 2006   | Kitt Peak            | Spacewatch           |
| 239128         | 2006 JU2               | 2 de maig de 2006    | Mount Lemmon         | Mt. Lemmon Survey    |
| 239129         | 2006 JC5               | 3 de maig de 2006    | Mount Lemmon         | Mt. Lemmon Survey    |
| 239130         | 2006 JE6               | 2 de maig de 2006    | Nyukasa              | Nyukasa              |
| 239131         | 2006 JA9               | 1 de maig de 2006    | Kitt Peak            | Spacewatch           |
| 239132         | 2006 JE13              | 1 de maig de 2006    | Kitt Peak            | Spacewatch           |
| 239133         | 2006 JW18              | 2 de maig de 2006    | Mount Lemmon         | Mt. Lemmon Survey    |
| 239134         | 2006 JX18              | 2 de maig de 2006    | Mount Lemmon         | Mt. Lemmon Survey    |
| 239135         | 2006 JZ27              | 2 de maig de 2006    | Mount Lemmon         | Mt. Lemmon Survey    |
| 239136         | 2006 JR28              | 3 de maig de 2006    | Kitt Peak            | Spacewatch           |
| 239137         | 2006 JB30              | 3 de maig de 2006    | Kitt Peak            | Spacewatch           |
| 239138         | 2006 JJ30              | 3 de maig de 2006    | Kitt Peak            | Spacewatch           |
| 239139         | 2006 JR34              | 4 de maig de 2006    | Kitt Peak            | Spacewatch           |
| 239140         | 2006 JW35              | 4 de maig de 2006    | Kitt Peak            | Spacewatch           |
| 239141         | 2006 JC40              | 6 de maig de 2006    | Kitt Peak            | Spacewatch           |
| 239142         | 2006 JS41              | 7 de maig de 2006    | Kitt Peak            | Spacewatch           |
| 239143         | 2006 JQ43              | 5 de maig de 2006    | Kitt Peak            | Spacewatch           |
| 239144         | 2006 JP44              | 6 de maig de 2006    | Kitt Peak            | Spacewatch           |
| 239145         | 2006 JA45              | 7 de maig de 2006    | Mount Lemmon         | Mt. Lemmon Survey    |
| 239146         | 2006 JZ45              | 9 de maig de 2006    | Mount Lemmon         | Mt. Lemmon Survey    |
| 239147         | 2006 JT48              | 8 de maig de 2006    | Siding Spring        | Siding Spring Survey |
| 239148         | 2006 JD53              | 6 de maig de 2006    | Mount Lemmon         | Mt. Lemmon Survey    |
| 239149         | 2006 JJ55              | 9 de maig de 2006    | Mount Lemmon         | Mt. Lemmon Survey    |
| 239150         | 2006 JK58              | 5 de maig de 2006    | Anderson Mesa        | LONEOS               |
| 239151         | 2006 KX                | 18 de maig de 2006   | Palomar              | NEAT                 |
| 239152         | 2006 KD9               | 19 de maig de 2006   | Mount Lemmon         | Mt. Lemmon Survey    |
| 239153         | 2006 KS9               | 19 de maig de 2006   | Catalina             | CSS                  |
| 239154         | 2006 KX9               | 19 de maig de 2006   | Catalina             | CSS                  |
| 239155         | 2006 KK11              | 19 de maig de 2006   | Mount Lemmon         | Mt. Lemmon Survey    |
| 239156         | 2006 KR15              | 20 de maig de 2006   | Kitt Peak            | Spacewatch           |
| 239157         | 2006 KC16              | 20 de maig de 2006   | Palomar              | NEAT                 |
| 239158         | 2006 KH17              | 20 de maig de 2006   | Mount Lemmon         | Mt. Lemmon Survey    |
| 239159         | 2006 KP17              | 20 de maig de 2006   | Palomar              | NEAT                 |
| 239160         | 2006 KY17              | 21 de maig de 2006   | Kitt Peak            | Spacewatch           |
| 239161         | 2006 KJ20              | 20 de maig de 2006   | Anderson Mesa        | LONEOS               |
| 239162         | 2006 KY29              | 20 de maig de 2006   | Kitt Peak            | Spacewatch           |
| 239163         | 2006 KZ30              | 20 de maig de 2006   | Kitt Peak            | Spacewatch           |
| 239164         | 2006 KC33              | 20 de maig de 2006   | Kitt Peak            | Spacewatch           |
| 239165         | 2006 KG37              | 22 de maig de 2006   | Kitt Peak            | Spacewatch           |
| 239166         | 2006 KF41              | 19 de maig de 2006   | Catalina             | CSS                  |
| 239167         | 2006 KE47              | 21 de maig de 2006   | Mount Lemmon         | Mt. Lemmon Survey    |
| 239168         | 2006 KK47              | 21 de maig de 2006   | Mount Lemmon         | Mt. Lemmon Survey    |
| 239169         | 2006 KT47              | 21 de maig de 2006   | Kitt Peak            | Spacewatch           |
| 239170         | 2006 KE48              | 21 de maig de 2006   | Kitt Peak            | Spacewatch           |
| 239171         | 2006 KE49              | 21 de maig de 2006   | Kitt Peak            | Spacewatch           |
| 239172         | 2006 KF50              | 21 de maig de 2006   | Kitt Peak            | Spacewatch           |
| 239173         | 2006 KF51              | 21 de maig de 2006   | Mount Lemmon         | Mt. Lemmon Survey    |
| 239174         | 2006 KE60              | 22 de maig de 2006   | Kitt Peak            | Spacewatch           |
| 239175         | 2006 KZ62              | 22 de maig de 2006   | Siding Spring        | Siding Spring Survey |
| 239176         | 2006 KQ66              | 24 de maig de 2006   | Kitt Peak            | Spacewatch           |
| 239177         | 2006 KW71              | 22 de maig de 2006   | Kitt Peak            | Spacewatch           |
| 239178         | 2006 KM74              | 23 de maig de 2006   | Kitt Peak            | Spacewatch           |
| 239179         | 2006 KS77              | 24 de maig de 2006   | Palomar              | NEAT                 |
| 239180         | 2006 KW78              | 24 de maig de 2006   | Mount Lemmon         | Mt. Lemmon Survey    |
| 239181         | 2006 KY78              | 24 de maig de 2006   | Mount Lemmon         | Mt. Lemmon Survey    |
| 239182         | 2006 KU83              | 21 de maig de 2006   | Mount Lemmon         | Mt. Lemmon Survey    |
| 239183         | 2006 KW85              | 21 de maig de 2006   | Palomar              | NEAT                 |
| 239184         | 2006 KG92              | 25 de maig de 2006   | Kitt Peak            | Spacewatch           |
| 239185         | 2006 KM93              | 25 de maig de 2006   | Kitt Peak            | Spacewatch           |
| 239186         | 2006 KA100             | 29 de maig de 2006   | Siding Spring        | Siding Spring Survey |
| 239187         | 2006 KW100             | 24 de maig de 2006   | Palomar              | NEAT                 |
| 239188         | 2006 KA103             | 29 de maig de 2006   | Kitt Peak            | Spacewatch           |
| 239189         | 2006 KR103             | 30 de maig de 2006   | Nyukasa              | Nyukasa              |
| 239190         | 2006 KQ104             | 28 de maig de 2006   | Kitt Peak            | Spacewatch           |
| 239191         | 2006 KV104             | 28 de maig de 2006   | Kitt Peak            | Spacewatch           |
| 239192         | 2006 KT114             | 27 de maig de 2006   | Catalina             | CSS                  |
| 239193         | 2006 KB123             | 28 de maig de 2006   | Kitt Peak            | Spacewatch           |
| 239194         | 2006 KU123             | 26 de maig de 2006   | Palomar              | NEAT                 |
| 239195         | 2006 LN                | 1 de juny de 2006    | Reedy Creek          | J. Broughton         |
| 239196         | 2006 LW2               | 7 de juny de 2006    | Siding Spring        | Siding Spring Survey |
| 239197         | 2006 MS1               | 18 de juny de 2006   | Palomar              | NEAT                 |
| 239198         | 2006 MP5               | 17 de juny de 2006   | Kitt Peak            | Spacewatch           |
| 239199         | 2006 MJ11              | 21 de juny de 2006   | Palomar              | NEAT                 |
| 239200 Luoyang | 2006 MD13              | 23 de juny de 2006   | Lulin                | Q.-z. Ye, T.-C. Yang |

## 239201-239300
| Nom    | Designació provisional | Data de descobriment   | Lloc de descobriment | Descobridor/s          |
| ------ | ---------------------- | ---------------------- | -------------------- | ---------------------- |
| 239201 | 2006 ML13              | 23 de juny de 2006     | Lulin                | Q.-z. Ye               |
| 239202 | 2006 OX                | 19 de juliol de 2006   | Bergisch Gladbac     | W. Bickel              |
| 239203 | 2006 OK14              | 27 de juliol de 2006   | Zvezdno Obshtest     | F. Fratev              |
| 239204 | 2006 ON16              | 19 de juliol de 2006   | Lulin                | LUSS                   |
| 239205 | 2006 OT17              | 18 de juliol de 2006   | Siding Spring        | Siding Spring Survey   |
| 239206 | 2006 ON18              | 20 de juliol de 2006   | Siding Spring        | Siding Spring Survey   |
| 239207 | 2006 PQ18              | 13 d'agost de 2006     | Palomar              | NEAT                   |
| 239208 | 2006 PN27              | 13 d'agost de 2006     | Siding Spring        | Siding Spring Survey   |
| 239209 | 2006 PR28              | 14 d'agost de 2006     | Siding Spring        | Siding Spring Survey   |
| 239210 | 2006 PH38              | 14 d'agost de 2006     | Palomar              | NEAT                   |
| 239211 | 2006 QY23              | 22 d'agost de 2006     | Hibiscus             | S. F. Hoenig           |
| 239212 | 2006 QH34              | 19 d'agost de 2006     | Kitt Peak            | Spacewatch             |
| 239213 | 2006 QS55              | 22 d'agost de 2006     | Palomar              | NEAT                   |
| 239214 | 2006 QA56              | 18 d'agost de 2006     | Kitt Peak            | Spacewatch             |
| 239215 | 2006 QD98              | 22 d'agost de 2006     | Palomar              | NEAT                   |
| 239216 | 2006 QK105             | 28 d'agost de 2006     | Catalina             | CSS                    |
| 239217 | 2006 QH152             | 19 d'agost de 2006     | Kitt Peak            | Spacewatch             |
| 239218 | 2006 QO169             | 27 d'agost de 2006     | Anderson Mesa        | LONEOS                 |
| 239219 | 2006 RC14              | 14 de setembre de 2006 | Kitt Peak            | Spacewatch             |
| 239220 | 2006 RN56              | 14 de setembre de 2006 | Kitt Peak            | Spacewatch             |
| 239221 | 2006 RB78              | 15 de setembre de 2006 | Kitt Peak            | Spacewatch             |
| 239222 | 2006 RC99              | 15 de setembre de 2006 | Kitt Peak            | Spacewatch             |
| 239223 | 2006 SR11              | 16 de setembre de 2006 | Socorro              | LINEAR                 |
| 239224 | 2006 SY22              | 17 de setembre de 2006 | Anderson Mesa        | LONEOS                 |
| 239225 | 2006 SD32              | 17 de setembre de 2006 | Kitt Peak            | Spacewatch             |
| 239226 | 2006 SY40              | 18 de setembre de 2006 | Kitt Peak            | Spacewatch             |
| 239227 | 2006 SY54              | 18 de setembre de 2006 | Catalina             | CSS                    |
| 239228 | 2006 SC56              | 19 de setembre de 2006 | Socorro              | LINEAR                 |
| 239229 | 2006 SU60              | 18 de setembre de 2006 | Catalina             | CSS                    |
| 239230 | 2006 SW90              | 18 de setembre de 2006 | Kitt Peak            | Spacewatch             |
| 239231 | 2006 SL111             | 22 de setembre de 2006 | Socorro              | LINEAR                 |
| 239232 | 2006 SH119             | 18 de setembre de 2006 | Catalina             | CSS                    |
| 239233 | 2006 SU129             | 19 de setembre de 2006 | Anderson Mesa        | LONEOS                 |
| 239234 | 2006 SG141             | 25 de setembre de 2006 | Anderson Mesa        | LONEOS                 |
| 239235 | 2006 SM164             | 25 de setembre de 2006 | Kitt Peak            | Spacewatch             |
| 239236 | 2006 SH206             | 25 de setembre de 2006 | Kitt Peak            | Spacewatch             |
| 239237 | 2006 SV224             | 26 de setembre de 2006 | Kitt Peak            | Spacewatch             |
| 239238 | 2006 SW246             | 26 de setembre de 2006 | Mount Lemmon         | Mt. Lemmon Survey      |
| 239239 | 2006 SS295             | 25 de setembre de 2006 | Kitt Peak            | Spacewatch             |
| 239240 | 2006 ST323             | 27 de setembre de 2006 | Kitt Peak            | Spacewatch             |
| 239241 | 2006 SZ352             | 30 de setembre de 2006 | Catalina             | CSS                    |
| 239242 | 2006 SZ380             | 27 de setembre de 2006 | Apache Point         | A. C. Becker           |
| 239243 | 2006 TJ12              | 4 d'octubre de 2006    | Mount Lemmon         | Mt. Lemmon Survey      |
| 239244 | 2006 TZ42              | 12 d'octubre de 2006   | Kitt Peak            | Spacewatch             |
| 239245 | 2006 TB44              | 12 d'octubre de 2006   | Kitt Peak            | Spacewatch             |
| 239246 | 2006 TA60              | 13 d'octubre de 2006   | Kitt Peak            | Spacewatch             |
| 239247 | 2006 TS75              | 11 d'octubre de 2006   | Palomar              | NEAT                   |
| 239248 | 2006 TJ94              | 15 d'octubre de 2006   | Catalina             | CSS                    |
| 239249 | 2006 UA67              | 16 d'octubre de 2006   | Catalina             | CSS                    |
| 239250 | 2006 UH142             | 19 d'octubre de 2006   | Kitt Peak            | Spacewatch             |
| 239251 | 2006 UT143             | 19 d'octubre de 2006   | Kitt Peak            | Spacewatch             |
| 239252 | 2006 UP199             | 21 d'octubre de 2006   | Catalina             | CSS                    |
| 239253 | 2006 UH269             | 27 d'octubre de 2006   | Mount Lemmon         | Mt. Lemmon Survey      |
| 239254 | 2006 UL323             | 19 d'octubre de 2006   | Kitt Peak            | M. W. Buie             |
| 239255 | 2006 UA333             | 21 d'octubre de 2006   | Apache Point         | A. C. Becker           |
| 239256 | 2006 VM29              | 10 de novembre de 2006 | Kitt Peak            | Spacewatch             |
| 239257 | 2006 YN1               | 17 de desembre de 2006 | Mount Lemmon         | Mt. Lemmon Survey      |
| 239258 | 2007 DO39              | 17 de febrer de 2007   | Kitt Peak            | Spacewatch             |
| 239259 | 2007 DB53              | 19 de febrer de 2007   | Mount Lemmon         | Mt. Lemmon Survey      |
| 239260 | 2007 DW60              | 23 de febrer de 2007   | Catalina             | CSS                    |
| 239261 | 2007 EJ52              | 11 de març de 2007     | Catalina             | CSS                    |
| 239262 | 2007 EH54              | 11 de març de 2007     | Mount Lemmon         | Mt. Lemmon Survey      |
| 239263 | 2007 EH132             | 9 de març de 2007      | Mount Lemmon         | Mt. Lemmon Survey      |
| 239264 | 2007 GH12              | 11 d'abril de 2007     | Mount Lemmon         | Mt. Lemmon Survey      |
| 239265 | 2007 GB18              | 11 d'abril de 2007     | Kitt Peak            | Spacewatch             |
| 239266 | 2007 GN19              | 11 d'abril de 2007     | Kitt Peak            | Spacewatch             |
| 239267 | 2007 HT22              | 18 d'abril de 2007     | Kitt Peak            | Spacewatch             |
| 239268 | 2007 HY87              | 26 d'abril de 2007     | Kitt Peak            | Spacewatch             |
| 239269 | 2007 JW16              | 7 de maig de 2007      | Kitt Peak            | Spacewatch             |
| 239270 | 2007 JC35              | 11 de maig de 2007     | Siding Spring        | Siding Spring Survey   |
| 239271 | 2007 JV36              | 9 de maig de 2007      | Catalina             | CSS                    |
| 239272 | 2007 JC45              | 11 de maig de 2007     | Mount Lemmon         | Mt. Lemmon Survey      |
| 239273 | 2007 KS1               | 17 de maig de 2007     | Catalina             | CSS                    |
| 239274 | 2007 KW1               | 18 de maig de 2007     | Tiki                 | S. F. Hoenig, N. Teamo |
| 239275 | 2007 KL7               | 28 de maig de 2007     | Tiki                 | S. F. Hoenig, N. Teamo |
| 239276 | 2007 LP26              | 14 de juny de 2007     | Kitt Peak            | Spacewatch             |
| 239277 | 2007 NV6               | 15 de juliol de 2007   | Siding Spring        | Siding Spring Survey   |
| 239278 | 2007 OP                | 17 de juliol de 2007   | Eskridge             | G. Hug                 |
| 239279 | 2007 OC1               | 16 de juliol de 2007   | Socorro              | LINEAR                 |
| 239280 | 2007 OO5               | 21 de juliol de 2007   | Lulin                | LUSS                   |
| 239281 | 2007 OL6               | 20 de juliol de 2007   | Reedy Creek          | J. Broughton           |
| 239282 | 2007 OC8               | 24 de juliol de 2007   | Charleston           | Charleston             |
| 239283 | 2007 PG                | 3 d'agost de 2007      | Eskridge             | G. Hug                 |
| 239284 | 2007 PK3               | 6 d'agost de 2007      | Lulin                | LUSS                   |
| 239285 | 2007 PK5               | 6 d'agost de 2007      | Socorro              | LINEAR                 |
| 239286 | 2007 PF11              | 13 d'agost de 2007     | Pla D'Arguines       | R. Ferrando            |
| 239287 | 2007 PQ11              | 11 d'agost de 2007     | Socorro              | LINEAR                 |
| 239288 | 2007 PW11              | 8 d'agost de 2007      | Socorro              | LINEAR                 |
| 239289 | 2007 PZ11              | 11 d'agost de 2007     | Socorro              | LINEAR                 |
| 239290 | 2007 PX12              | 8 d'agost de 2007      | Socorro              | LINEAR                 |
| 239291 | 2007 PF13              | 8 d'agost de 2007      | Socorro              | LINEAR                 |
| 239292 | 2007 PS15              | 8 d'agost de 2007      | Socorro              | LINEAR                 |
| 239293 | 2007 PX16              | 8 d'agost de 2007      | Socorro              | LINEAR                 |
| 239294 | 2007 PM22              | 10 d'agost de 2007     | Siding Spring        | Siding Spring Survey   |
| 239295 | 2007 PS22              | 11 d'agost de 2007     | Socorro              | LINEAR                 |
| 239296 | 2007 PH26              | 11 d'agost de 2007     | Anderson Mesa        | LONEOS                 |
| 239297 | 2007 PA30              | 9 d'agost de 2007      | Socorro              | LINEAR                 |
| 239298 | 2007 PC34              | 12 d'agost de 2007     | Socorro              | LINEAR                 |
| 239299 | 2007 PP34              | 9 d'agost de 2007      | Socorro              | LINEAR                 |
| 239300 | 2007 PQ37              | 13 d'agost de 2007     | Socorro              | LINEAR                 |

## 239301-239400
| Nom                | Designació provisional | Data de descobriment   | Lloc de descobriment | Descobridor/s          |
| ------------------ | ---------------------- | ---------------------- | -------------------- | ---------------------- |
| 239301             | 2007 PO39              | 11 d'agost de 2007     | Anderson Mesa        | LONEOS                 |
| 239302             | 2007 PO40              | 15 d'agost de 2007     | La Sagra             | La Sagra               |
| 239303             | 2007 PB43              | 9 d'agost de 2007      | Socorro              | LINEAR                 |
| 239304             | 2007 PB48              | 11 d'agost de 2007     | Socorro              | LINEAR                 |
| 239305             | 2007 PQ48              | 8 d'agost de 2007      | Siding Spring        | Siding Spring Survey   |
| 239306             | 2007 QH2               | 18 d'agost de 2007     | Bergisch Gladbac     | W. Bickel              |
| 239307 Kruchynenko | 2007 QS3               | 24 d'agost de 2007     | Andrushivka          | Andrushivka            |
| 239308             | 2007 QU5               | 20 d'agost de 2007     | Purple Mountain      | PMO NEO Survey Program |
| 239309             | 2007 QW7               | 21 d'agost de 2007     | Anderson Mesa        | LONEOS                 |
| 239310             | 2007 QO8               | 21 d'agost de 2007     | Anderson Mesa        | LONEOS                 |
| 239311             | 2007 QZ9               | 22 d'agost de 2007     | Socorro              | LINEAR                 |
| 239312             | 2007 QY15              | 21 d'agost de 2007     | Anderson Mesa        | LONEOS                 |
| 239313             | 2007 RM16              | 13 de setembre de 2007 | Wrightwood           | J. W. Young            |
| 239314             | 2007 RN21              | 3 de setembre de 2007  | Catalina             | CSS                    |
| 239315             | 2007 RD23              | 3 de setembre de 2007  | Catalina             | CSS                    |
| 239316             | 2007 RQ24              | 4 de setembre de 2007  | Catalina             | CSS                    |
| 239317             | 2007 RG34              | 5 de setembre de 2007  | Anderson Mesa        | LONEOS                 |
| 239318             | 2007 RV34              | 6 de setembre de 2007  | Anderson Mesa        | LONEOS                 |
| 239319             | 2007 RP36              | 8 de setembre de 2007  | Anderson Mesa        | LONEOS                 |
| 239320             | 2007 RM37              | 8 de setembre de 2007  | Anderson Mesa        | LONEOS                 |
| 239321             | 2007 RK38              | 8 de setembre de 2007  | Anderson Mesa        | LONEOS                 |
| 239322             | 2007 RG40              | 9 de setembre de 2007  | Kitt Peak            | Spacewatch             |
| 239323             | 2007 RE41              | 9 de setembre de 2007  | Anderson Mesa        | LONEOS                 |
| 239324             | 2007 RK41              | 9 de setembre de 2007  | Anderson Mesa        | LONEOS                 |
| 239325             | 2007 RM41              | 9 de setembre de 2007  | Anderson Mesa        | LONEOS                 |
| 239326             | 2007 RR41              | 9 de setembre de 2007  | Anderson Mesa        | LONEOS                 |
| 239327             | 2007 RV47              | 9 de setembre de 2007  | Mount Lemmon         | Mt. Lemmon Survey      |
| 239328             | 2007 RZ49              | 9 de setembre de 2007  | Mount Lemmon         | Mt. Lemmon Survey      |
| 239329             | 2007 RN50              | 9 de setembre de 2007  | Kitt Peak            | Spacewatch             |
| 239330             | 2007 RY69              | 10 de setembre de 2007 | Kitt Peak            | Spacewatch             |
| 239331             | 2007 RZ69              | 10 de setembre de 2007 | Kitt Peak            | Spacewatch             |
| 239332             | 2007 RE75              | 10 de setembre de 2007 | Mount Lemmon         | Mt. Lemmon Survey      |
| 239333             | 2007 RT77              | 10 de setembre de 2007 | Mount Lemmon         | Mt. Lemmon Survey      |
| 239334             | 2007 RQ80              | 10 de setembre de 2007 | Mount Lemmon         | Mt. Lemmon Survey      |
| 239335             | 2007 RJ95              | 10 de setembre de 2007 | Mount Lemmon         | Mt. Lemmon Survey      |
| 239336             | 2007 RU97              | 10 de setembre de 2007 | Kitt Peak            | Spacewatch             |
| 239337             | 2007 RT98              | 10 de setembre de 2007 | Kitt Peak            | Spacewatch             |
| 239338             | 2007 RQ101             | 11 de setembre de 2007 | Mount Lemmon         | Mt. Lemmon Survey      |
| 239339             | 2007 RG103             | 11 de setembre de 2007 | Catalina             | CSS                    |
| 239340             | 2007 RD104             | 11 de setembre de 2007 | Mount Lemmon         | Mt. Lemmon Survey      |
| 239341             | 2007 RM107             | 11 de setembre de 2007 | Mount Lemmon         | Mt. Lemmon Survey      |
| 239342             | 2007 RQ109             | 11 de setembre de 2007 | Kitt Peak            | Spacewatch             |
| 239343             | 2007 RB113             | 11 de setembre de 2007 | Kitt Peak            | Spacewatch             |
| 239344             | 2007 RS114             | 11 de setembre de 2007 | Kitt Peak            | Spacewatch             |
| 239345             | 2007 RX125             | 12 de setembre de 2007 | Mount Lemmon         | Mt. Lemmon Survey      |
| 239346             | 2007 RY139             | 13 de setembre de 2007 | Socorro              | LINEAR                 |
| 239347             | 2007 RJ143             | 14 de setembre de 2007 | Socorro              | LINEAR                 |
| 239348             | 2007 RE147             | 11 de setembre de 2007 | Purple Mountain      | PMO NEO Survey Program |
| 239349             | 2007 RM149             | 12 de setembre de 2007 | Catalina             | CSS                    |
| 239350             | 2007 RN157             | 11 de setembre de 2007 | Purple Mountain      | PMO NEO Survey Program |
| 239351             | 2007 RL161             | 13 de setembre de 2007 | Anderson Mesa        | LONEOS                 |
| 239352             | 2007 RF165             | 10 de setembre de 2007 | Kitt Peak            | Spacewatch             |
| 239353             | 2007 RG165             | 10 de setembre de 2007 | Kitt Peak            | Spacewatch             |
| 239354             | 2007 RD170             | 10 de setembre de 2007 | Kitt Peak            | Spacewatch             |
| 239355             | 2007 RD174             | 10 de setembre de 2007 | Kitt Peak            | Spacewatch             |
| 239356             | 2007 RH179             | 10 de setembre de 2007 | Mount Lemmon         | Mt. Lemmon Survey      |
| 239357             | 2007 RK179             | 10 de setembre de 2007 | Mount Lemmon         | Mt. Lemmon Survey      |
| 239358             | 2007 RQ179             | 10 de setembre de 2007 | Mount Lemmon         | Mt. Lemmon Survey      |
| 239359             | 2007 RU181             | 11 de setembre de 2007 | Mount Lemmon         | Mt. Lemmon Survey      |
| 239360             | 2007 RP185             | 13 de setembre de 2007 | Mount Lemmon         | Mt. Lemmon Survey      |
| 239361             | 2007 RE204             | 9 de setembre de 2007  | Kitt Peak            | Spacewatch             |
| 239362             | 2007 RO214             | 12 de setembre de 2007 | Kitt Peak            | Spacewatch             |
| 239363             | 2007 RR214             | 12 de setembre de 2007 | Kitt Peak            | Spacewatch             |
| 239364             | 2007 RH219             | 14 de setembre de 2007 | Mount Lemmon         | Mt. Lemmon Survey      |
| 239365             | 2007 RZ220             | 14 de setembre de 2007 | Mount Lemmon         | Mt. Lemmon Survey      |
| 239366             | 2007 RG222             | 14 de setembre de 2007 | Mount Lemmon         | Mt. Lemmon Survey      |
| 239367             | 2007 RW228             | 11 de setembre de 2007 | Kitt Peak            | Spacewatch             |
| 239368             | 2007 RR230             | 11 de setembre de 2007 | Kitt Peak            | Spacewatch             |
| 239369             | 2007 RD245             | 11 de setembre de 2007 | Kitt Peak            | Spacewatch             |
| 239370             | 2007 RH259             | 14 de setembre de 2007 | Mount Lemmon         | Mt. Lemmon Survey      |
| 239371             | 2007 RG279             | 6 de setembre de 2007  | Siding Spring        | Siding Spring Survey   |
| 239372             | 2007 RA284             | 9 de setembre de 2007  | Mount Lemmon         | Mt. Lemmon Survey      |
| 239373             | 2007 RF285             | 13 de setembre de 2007 | Mount Lemmon         | Mt. Lemmon Survey      |
| 239374             | 2007 RR285             | 14 de setembre de 2007 | Mount Lemmon         | Mt. Lemmon Survey      |
| 239375             | 2007 RA286             | 15 de setembre de 2007 | Kitt Peak            | Spacewatch             |
| 239376             | 2007 RW289             | 14 de setembre de 2007 | Mount Lemmon         | Mt. Lemmon Survey      |
| 239377             | 2007 RV308             | 3 de setembre de 2007  | Catalina             | CSS                    |
| 239378             | 2007 RC313             | 4 de setembre de 2007  | Catalina             | CSS                    |
| 239379             | 2007 RQ319             | 12 de setembre de 2007 | Mount Lemmon         | Mt. Lemmon Survey      |
| 239380             | 2007 SQ                | 18 de setembre de 2007 | Mayhill              | A. Lowe                |
| 239381             | 2007 SM1               | 18 de setembre de 2007 | Goodricke-Pigott     | R. A. Tucker           |
| 239382             | 2007 SM6               | 22 de setembre de 2007 | Altschwendt          | W. Ries                |
| 239383             | 2007 SC11              | 22 de setembre de 2007 | Crni Vrh             | Crni Vrh               |
| 239384             | 2007 SZ11              | 22 de setembre de 2007 | Crni Vrh             | Crni Vrh               |
| 239385             | 2007 SK13              | 19 de setembre de 2007 | Kitt Peak            | Spacewatch             |
| 239386             | 2007 SE14              | 20 de setembre de 2007 | Catalina             | CSS                    |
| 239387             | 2007 SG14              | 20 de setembre de 2007 | Catalina             | CSS                    |
| 239388             | 2007 SJ19              | 25 de setembre de 2007 | Mount Lemmon         | Mt. Lemmon Survey      |
| 239389             | 2007 TE9               | 6 d'octubre de 2007    | Socorro              | LINEAR                 |
| 239390             | 2007 TA15              | 8 d'octubre de 2007    | Catalina             | CSS                    |
| 239391             | 2007 TF18              | 4 d'octubre de 2007    | Kitt Peak            | Spacewatch             |
| 239392             | 2007 TG20              | 7 d'octubre de 2007    | Socorro              | LINEAR                 |
| 239393             | 2007 TZ21              | 8 d'octubre de 2007    | Anderson Mesa        | LONEOS                 |
| 239394             | 2007 TE22              | 8 d'octubre de 2007    | Goodricke-Pigott     | R. A. Tucker           |
| 239395             | 2007 TJ23              | 9 d'octubre de 2007    | Dauban               | Chante-Perdrix         |
| 239396             | 2007 TH25              | 4 d'octubre de 2007    | Kitt Peak            | Spacewatch             |
| 239397             | 2007 TF29              | 4 d'octubre de 2007    | Kitt Peak            | Spacewatch             |
| 239398             | 2007 TV36              | 4 d'octubre de 2007    | Kitt Peak            | Spacewatch             |
| 239399             | 2007 TJ38              | 4 d'octubre de 2007    | Catalina             | CSS                    |
| 239400             | 2007 TL40              | 6 d'octubre de 2007    | Kitt Peak            | Spacewatch             |

## 239401-239500
| Nom    | Designació provisional | Data de descobriment  | Lloc de descobriment | Descobridor/s          |
| ------ | ---------------------- | --------------------- | -------------------- | ---------------------- |
| 239401 | 2007 TP41              | 6 d'octubre de 2007   | Kitt Peak            | Spacewatch             |
| 239402 | 2007 TU41              | 6 d'octubre de 2007   | Purple Mountain      | PMO NEO Survey Program |
| 239403 | 2007 TX41              | 7 d'octubre de 2007   | Mount Lemmon         | Mt. Lemmon Survey      |
| 239404 | 2007 TX44              | 7 d'octubre de 2007   | Catalina             | CSS                    |
| 239405 | 2007 TF48              | 4 d'octubre de 2007   | Kitt Peak            | Spacewatch             |
| 239406 | 2007 TX48              | 4 d'octubre de 2007   | Kitt Peak            | Spacewatch             |
| 239407 | 2007 TD49              | 4 d'octubre de 2007   | Kitt Peak            | Spacewatch             |
| 239408 | 2007 TF50              | 4 d'octubre de 2007   | Kitt Peak            | Spacewatch             |
| 239409 | 2007 TL55              | 4 d'octubre de 2007   | Kitt Peak            | Spacewatch             |
| 239410 | 2007 TX56              | 4 d'octubre de 2007   | Kitt Peak            | Spacewatch             |
| 239411 | 2007 TZ58              | 5 d'octubre de 2007   | Kitt Peak            | Spacewatch             |
| 239412 | 2007 TY62              | 7 d'octubre de 2007   | Mount Lemmon         | Mt. Lemmon Survey      |
| 239413 | 2007 TD68              | 10 d'octubre de 2007  | Catalina             | CSS                    |
| 239414 | 2007 TG74              | 9 d'octubre de 2007   | Anderson Mesa        | LONEOS                 |
| 239415 | 2007 TK74              | 11 d'octubre de 2007  | Goodricke-Pigott     | R. A. Tucker           |
| 239416 | 2007 TY91              | 4 d'octubre de 2007   | Catalina             | CSS                    |
| 239417 | 2007 TR92              | 5 d'octubre de 2007   | Purple Mountain      | PMO NEO Survey Program |
| 239418 | 2007 TY93              | 6 d'octubre de 2007   | Kitt Peak            | Spacewatch             |
| 239419 | 2007 TA95              | 7 d'octubre de 2007   | Catalina             | CSS                    |
| 239420 | 2007 TW106             | 4 d'octubre de 2007   | Kitt Peak            | Spacewatch             |
| 239421 | 2007 TA112             | 8 d'octubre de 2007   | Catalina             | CSS                    |
| 239422 | 2007 TF124             | 6 d'octubre de 2007   | Kitt Peak            | Spacewatch             |
| 239423 | 2007 TJ124             | 6 d'octubre de 2007   | Kitt Peak            | Spacewatch             |
| 239424 | 2007 TJ138             | 8 d'octubre de 2007   | Mount Lemmon         | Mt. Lemmon Survey      |
| 239425 | 2007 TG140             | 9 d'octubre de 2007   | Mount Lemmon         | Mt. Lemmon Survey      |
| 239426 | 2007 TU141             | 9 d'octubre de 2007   | Mount Lemmon         | Mt. Lemmon Survey      |
| 239427 | 2007 TM146             | 6 d'octubre de 2007   | Socorro              | LINEAR                 |
| 239428 | 2007 TR147             | 7 d'octubre de 2007   | Socorro              | LINEAR                 |
| 239429 | 2007 TK148             | 7 d'octubre de 2007   | Socorro              | LINEAR                 |
| 239430 | 2007 TP153             | 9 d'octubre de 2007   | Socorro              | LINEAR                 |
| 239431 | 2007 TV154             | 9 d'octubre de 2007   | Socorro              | LINEAR                 |
| 239432 | 2007 TY154             | 9 d'octubre de 2007   | Socorro              | LINEAR                 |
| 239433 | 2007 TQ161             | 11 d'octubre de 2007  | Socorro              | LINEAR                 |
| 239434 | 2007 TX161             | 11 d'octubre de 2007  | Socorro              | LINEAR                 |
| 239435 | 2007 TB163             | 11 d'octubre de 2007  | Socorro              | LINEAR                 |
| 239436 | 2007 TH163             | 11 d'octubre de 2007  | Socorro              | LINEAR                 |
| 239437 | 2007 TT163             | 11 d'octubre de 2007  | Socorro              | LINEAR                 |
| 239438 | 2007 TU164             | 11 d'octubre de 2007  | Socorro              | LINEAR                 |
| 239439 | 2007 TQ168             | 12 d'octubre de 2007  | Socorro              | LINEAR                 |
| 239440 | 2007 TR171             | 13 d'octubre de 2007  | Socorro              | LINEAR                 |
| 239441 | 2007 TO175             | 4 d'octubre de 2007   | Kitt Peak            | Spacewatch             |
| 239442 | 2007 TJ177             | 6 d'octubre de 2007   | Kitt Peak            | Spacewatch             |
| 239443 | 2007 TY177             | 6 d'octubre de 2007   | Kitt Peak            | Spacewatch             |
| 239444 | 2007 TQ178             | 7 d'octubre de 2007   | Mount Lemmon         | Mt. Lemmon Survey      |
| 239445 | 2007 TO180             | 8 d'octubre de 2007   | Mount Lemmon         | Mt. Lemmon Survey      |
| 239446 | 2007 TA186             | 13 d'octubre de 2007  | Socorro              | LINEAR                 |
| 239447 | 2007 TX186             | 13 d'octubre de 2007  | Socorro              | LINEAR                 |
| 239448 | 2007 TD190             | 4 d'octubre de 2007   | Mount Lemmon         | Mt. Lemmon Survey      |
| 239449 | 2007 TW207             | 10 d'octubre de 2007  | Catalina             | CSS                    |
| 239450 | 2007 TR215             | 7 d'octubre de 2007   | Kitt Peak            | Spacewatch             |
| 239451 | 2007 TQ217             | 7 d'octubre de 2007   | Kitt Peak            | Spacewatch             |
| 239452 | 2007 TC226             | 8 d'octubre de 2007   | Kitt Peak            | Spacewatch             |
| 239453 | 2007 TY229             | 8 d'octubre de 2007   | Kitt Peak            | Spacewatch             |
| 239454 | 2007 TY234             | 9 d'octubre de 2007   | Kitt Peak            | Spacewatch             |
| 239455 | 2007 TS237             | 9 d'octubre de 2007   | Mount Lemmon         | Mt. Lemmon Survey      |
| 239456 | 2007 TB242             | 8 d'octubre de 2007   | Catalina             | CSS                    |
| 239457 | 2007 TG256             | 10 d'octubre de 2007  | Kitt Peak            | Spacewatch             |
| 239458 | 2007 TC269             | 9 d'octubre de 2007   | Kitt Peak            | Spacewatch             |
| 239459 | 2007 TO278             | 11 d'octubre de 2007  | Mount Lemmon         | Mt. Lemmon Survey      |
| 239460 | 2007 TH281             | 7 d'octubre de 2007   | Mount Lemmon         | Mt. Lemmon Survey      |
| 239461 | 2007 TQ281             | 7 d'octubre de 2007   | Mount Lemmon         | Mt. Lemmon Survey      |
| 239462 | 2007 TK289             | 11 d'octubre de 2007  | Lulin                | LUSS                   |
| 239463 | 2007 TX316             | 12 d'octubre de 2007  | Kitt Peak            | Spacewatch             |
| 239464 | 2007 TT347             | 14 d'octubre de 2007  | Mount Lemmon         | Mt. Lemmon Survey      |
| 239465 | 2007 TZ373             | 14 d'octubre de 2007  | Catalina             | CSS                    |
| 239466 | 2007 TJ375             | 15 d'octubre de 2007  | Mount Lemmon         | Mt. Lemmon Survey      |
| 239467 | 2007 TO375             | 15 d'octubre de 2007  | Catalina             | CSS                    |
| 239468 | 2007 TR388             | 13 d'octubre de 2007  | Catalina             | CSS                    |
| 239469 | 2007 TG428             | 10 d'octubre de 2007  | Mount Lemmon         | Mt. Lemmon Survey      |
| 239470 | 2007 TS443             | 10 d'octubre de 2007  | Lulin                | LUSS                   |
| 239471 | 2007 UZ8               | 16 d'octubre de 2007  | Catalina             | CSS                    |
| 239472 | 2007 UF12              | 18 d'octubre de 2007  | Mount Lemmon         | Mt. Lemmon Survey      |
| 239473 | 2007 UT14              | 17 d'octubre de 2007  | Catalina             | CSS                    |
| 239474 | 2007 UF17              | 18 d'octubre de 2007  | Mount Lemmon         | Mt. Lemmon Survey      |
| 239475 | 2007 UX20              | 16 d'octubre de 2007  | Kitt Peak            | Spacewatch             |
| 239476 | 2007 UF21              | 16 d'octubre de 2007  | Kitt Peak            | Spacewatch             |
| 239477 | 2007 UB26              | 16 d'octubre de 2007  | Kitt Peak            | Spacewatch             |
| 239478 | 2007 UJ29              | 18 d'octubre de 2007  | Mount Lemmon         | Mt. Lemmon Survey      |
| 239479 | 2007 UX35              | 19 d'octubre de 2007  | Catalina             | CSS                    |
| 239480 | 2007 UW37              | 19 d'octubre de 2007  | Catalina             | CSS                    |
| 239481 | 2007 UX40              | 16 d'octubre de 2007  | Kitt Peak            | Spacewatch             |
| 239482 | 2007 UM59              | 30 d'octubre de 2007  | Mount Lemmon         | Mt. Lemmon Survey      |
| 239483 | 2007 UF80              | 31 d'octubre de 2007  | Mount Lemmon         | Mt. Lemmon Survey      |
| 239484 | 2007 UC84              | 30 d'octubre de 2007  | Kitt Peak            | Spacewatch             |
| 239485 | 2007 UQ86              | 30 d'octubre de 2007  | Kitt Peak            | Spacewatch             |
| 239486 | 2007 UT95              | 30 d'octubre de 2007  | Mount Lemmon         | Mt. Lemmon Survey      |
| 239487 | 2007 UD105             | 30 d'octubre de 2007  | Kitt Peak            | Spacewatch             |
| 239488 | 2007 UL107             | 31 d'octubre de 2007  | Catalina             | CSS                    |
| 239489 | 2007 UA113             | 30 d'octubre de 2007  | Kitt Peak            | Spacewatch             |
| 239490 | 2007 UN118             | 31 d'octubre de 2007  | Kitt Peak            | Spacewatch             |
| 239491 | 2007 UE128             | 19 d'octubre de 2007  | Catalina             | CSS                    |
| 239492 | 2007 UQ133             | 31 d'octubre de 2007  | Kitt Peak            | Spacewatch             |
| 239493 | 2007 VO34              | 3 de novembre de 2007 | 7300                 | W. K. Y. Yeung         |
| 239494 | 2007 VN52              | 1 de novembre de 2007 | Kitt Peak            | Spacewatch             |
| 239495 | 2007 VU52              | 1 de novembre de 2007 | Kitt Peak            | Spacewatch             |
| 239496 | 2007 VV57              | 1 de novembre de 2007 | Kitt Peak            | Spacewatch             |
| 239497 | 2007 VR73              | 2 de novembre de 2007 | Kitt Peak            | Spacewatch             |
| 239498 | 2007 VF84              | 2 de novembre de 2007 | Catalina             | CSS                    |
| 239499 | 2007 VP97              | 1 de novembre de 2007 | Kitt Peak            | Spacewatch             |
| 239500 | 2007 VF122             | 5 de novembre de 2007 | Kitt Peak            | Spacewatch             |

## 239501-239600
| Nom                | Designació provisional | Data de descobriment   | Lloc de descobriment | Descobridor/s     |
| ------------------ | ---------------------- | ---------------------- | -------------------- | ----------------- |
| 239501             | 2007 VF127             | 1 de novembre de 2007  | Mount Lemmon         | Mt. Lemmon Survey |
| 239502             | 2007 VP164             | 5 de novembre de 2007  | Kitt Peak            | Spacewatch        |
| 239503             | 2007 VH165             | 5 de novembre de 2007  | Kitt Peak            | Spacewatch        |
| 239504             | 2007 VJ171             | 7 de novembre de 2007  | Kitt Peak            | Spacewatch        |
| 239505             | 2007 VR189             | 12 de novembre de 2007 | Magdalena Ridge      | W. H. Ryan        |
| 239506             | 2007 VD204             | 9 de novembre de 2007  | Kitt Peak            | Spacewatch        |
| 239507             | 2007 VL214             | 9 de novembre de 2007  | Kitt Peak            | Spacewatch        |
| 239508             | 2007 VG215             | 9 de novembre de 2007  | Kitt Peak            | Spacewatch        |
| 239509             | 2007 VP232             | 7 de novembre de 2007  | Kitt Peak            | Spacewatch        |
| 239510             | 2007 VY232             | 7 de novembre de 2007  | Kitt Peak            | Spacewatch        |
| 239511             | 2007 VF269             | 14 de novembre de 2007 | Socorro              | LINEAR            |
| 239512             | 2007 VM275             | 13 de novembre de 2007 | Kitt Peak            | Spacewatch        |
| 239513             | 2007 VY286             | 15 de novembre de 2007 | Anderson Mesa        | LONEOS            |
| 239514             | 2007 VN298             | 11 de novembre de 2007 | Catalina             | CSS               |
| 239515             | 2007 WH23              | 18 de novembre de 2007 | Mount Lemmon         | Mt. Lemmon Survey |
| 239516             | 2007 WX60              | 17 de novembre de 2007 | Kitt Peak            | Spacewatch        |
| 239517             | 2007 XD23              | 13 de desembre de 2007 | Dauban               | Chante-Perdrix    |
| 239518             | 2008 AL8               | 10 de gener de 2008    | Kitt Peak            | Spacewatch        |
| 239519             | 2008 DJ54              | 27 de febrer de 2008   | Catalina             | CSS               |
| 239520             | 2008 GD90              | 6 d'abril de 2008      | Mount Lemmon         | Mt. Lemmon Survey |
| 239521             | 2008 HX3               | 26 d'abril de 2008     | Dauban               | F. Kugel          |
| 239522             | 2008 OG24              | 30 de juliol de 2008   | Mount Lemmon         | Mt. Lemmon Survey |
| 239523             | 2008 PG                | 1 d'agost de 2008      | Socorro              | LINEAR            |
| 239524             | 2008 QA31              | 30 d'agost de 2008     | Socorro              | LINEAR            |
| 239525             | 2008 RW8               | 3 de setembre de 2008  | Kitt Peak            | Spacewatch        |
| 239526             | 2008 RE22              | 3 de setembre de 2008  | La Sagra             | La Sagra          |
| 239527             | 2008 RC32              | 2 de setembre de 2008  | Kitt Peak            | Spacewatch        |
| 239528             | 2008 RX35              | 2 de setembre de 2008  | Kitt Peak            | Spacewatch        |
| 239529             | 2008 RO57              | 3 de setembre de 2008  | Kitt Peak            | Spacewatch        |
| 239530             | 2008 RL94              | 6 de setembre de 2008  | Kitt Peak            | Spacewatch        |
| 239531             | 2008 RK96              | 7 de setembre de 2008  | Mount Lemmon         | Mt. Lemmon Survey |
| 239532             | 2008 RT97              | 7 de setembre de 2008  | Mount Lemmon         | Mt. Lemmon Survey |
| 239533             | 2008 SS5               | 22 de setembre de 2008 | Socorro              | LINEAR            |
| 239534             | 2008 SO12              | 21 de setembre de 2008 | Kitt Peak            | Spacewatch        |
| 239535             | 2008 SF26              | 19 de setembre de 2008 | Kitt Peak            | Spacewatch        |
| 239536             | 2008 ST29              | 19 de setembre de 2008 | Kitt Peak            | Spacewatch        |
| 239537             | 2008 SW31              | 20 de setembre de 2008 | Kitt Peak            | Spacewatch        |
| 239538             | 2008 SW38              | 20 de setembre de 2008 | Kitt Peak            | Spacewatch        |
| 239539             | 2008 SJ39              | 20 de setembre de 2008 | Kitt Peak            | Spacewatch        |
| 239540             | 2008 SG44              | 20 de setembre de 2008 | Kitt Peak            | Spacewatch        |
| 239541             | 2008 SW81              | 25 de setembre de 2008 | Sierra Stars         | F. Tozzi          |
| 239542             | 2008 SS90              | 21 de setembre de 2008 | Kitt Peak            | Spacewatch        |
| 239543             | 2008 SZ92              | 21 de setembre de 2008 | Kitt Peak            | Spacewatch        |
| 239544             | 2008 SH93              | 21 de setembre de 2008 | Kitt Peak            | Spacewatch        |
| 239545             | 2008 SC98              | 21 de setembre de 2008 | Kitt Peak            | Spacewatch        |
| 239546             | 2008 SN98              | 21 de setembre de 2008 | Kitt Peak            | Spacewatch        |
| 239547             | 2008 SZ101             | 21 de setembre de 2008 | Mount Lemmon         | Mt. Lemmon Survey |
| 239548             | 2008 SL103             | 21 de setembre de 2008 | Mount Lemmon         | Mt. Lemmon Survey |
| 239549             | 2008 SW105             | 21 de setembre de 2008 | Kitt Peak            | Spacewatch        |
| 239550             | 2008 SF115             | 22 de setembre de 2008 | Kitt Peak            | Spacewatch        |
| 239551             | 2008 SZ130             | 22 de setembre de 2008 | Kitt Peak            | Spacewatch        |
| 239552             | 2008 SH136             | 23 de setembre de 2008 | Kitt Peak            | Spacewatch        |
| 239553             | 2008 SL138             | 23 de setembre de 2008 | Kitt Peak            | Spacewatch        |
| 239554             | 2008 SG147             | 24 de setembre de 2008 | Mount Lemmon         | Mt. Lemmon Survey |
| 239555             | 2008 SD156             | 23 de setembre de 2008 | Socorro              | LINEAR            |
| 239556             | 2008 SO163             | 28 de setembre de 2008 | Socorro              | LINEAR            |
| 239557             | 2008 SX173             | 22 de setembre de 2008 | Catalina             | CSS               |
| 239558             | 2008 SQ176             | 23 de setembre de 2008 | Mount Lemmon         | Mt. Lemmon Survey |
| 239559             | 2008 SX176             | 23 de setembre de 2008 | Mount Lemmon         | Mt. Lemmon Survey |
| 239560             | 2008 SO189             | 25 de setembre de 2008 | Kitt Peak            | Spacewatch        |
| 239561             | 2008 SK196             | 25 de setembre de 2008 | Kitt Peak            | Spacewatch        |
| 239562             | 2008 SM204             | 26 de setembre de 2008 | Kitt Peak            | Spacewatch        |
| 239563             | 2008 SG279             | 29 de setembre de 2008 | Kitt Peak            | Spacewatch        |
| 239564             | 2008 SE285             | 29 de setembre de 2008 | Catalina             | CSS               |
| 239565             | 2008 SH296             | 29 de setembre de 2008 | Catalina             | CSS               |
| 239566             | 2008 SV299             | 22 de setembre de 2008 | Kitt Peak            | Spacewatch        |
| 239567             | 2008 SD302             | 23 de setembre de 2008 | Kitt Peak            | Spacewatch        |
| 239568             | 2008 TE5               | 1 d'octubre de 2008    | La Sagra             | La Sagra          |
| 239569             | 2008 TU39              | 1 d'octubre de 2008    | Kitt Peak            | Spacewatch        |
| 239570             | 2008 TC54              | 2 d'octubre de 2008    | Kitt Peak            | Spacewatch        |
| 239571             | 2008 TV57              | 2 d'octubre de 2008    | Kitt Peak            | Spacewatch        |
| 239572             | 2008 TR59              | 2 d'octubre de 2008    | Kitt Peak            | Spacewatch        |
| 239573             | 2008 TH74              | 2 d'octubre de 2008    | Kitt Peak            | Spacewatch        |
| 239574             | 2008 TY86              | 3 d'octubre de 2008    | Kitt Peak            | Spacewatch        |
| 239575             | 2008 TY89              | 3 d'octubre de 2008    | Kitt Peak            | Spacewatch        |
| 239576             | 2008 TS93              | 5 d'octubre de 2008    | La Sagra             | La Sagra          |
| 239577             | 2008 TD103             | 6 d'octubre de 2008    | Kitt Peak            | Spacewatch        |
| 239578             | 2008 TO110             | 6 d'octubre de 2008    | Catalina             | CSS               |
| 239579             | 2008 TF118             | 6 d'octubre de 2008    | Kitt Peak            | Spacewatch        |
| 239580             | 2008 TP140             | 9 d'octubre de 2008    | Mount Lemmon         | Mt. Lemmon Survey |
| 239581             | 2008 TT165             | 5 d'octubre de 2008    | La Sagra             | La Sagra          |
| 239582             | 2008 TX169             | 8 d'octubre de 2008    | Mount Lemmon         | Mt. Lemmon Survey |
| 239583             | 2008 TC172             | 9 d'octubre de 2008    | Mount Lemmon         | Mt. Lemmon Survey |
| 239584             | 2008 TL185             | 6 d'octubre de 2008    | Mount Lemmon         | Mt. Lemmon Survey |
| 239585             | 2008 UU7               | 17 d'octubre de 2008   | Kitt Peak            | Spacewatch        |
| 239586             | 2008 UY9               | 17 d'octubre de 2008   | Kitt Peak            | Spacewatch        |
| 239587             | 2008 UH18              | 19 d'octubre de 2008   | Kitt Peak            | Spacewatch        |
| 239588             | 2008 UU30              | 20 d'octubre de 2008   | Kitt Peak            | Spacewatch        |
| 239589             | 2008 UW32              | 20 d'octubre de 2008   | Kitt Peak            | Spacewatch        |
| 239590             | 2008 UY33              | 20 d'octubre de 2008   | Mount Lemmon         | Mt. Lemmon Survey |
| 239591             | 2008 UX37              | 20 d'octubre de 2008   | Kitt Peak            | Spacewatch        |
| 239592             | 2008 UO54              | 20 d'octubre de 2008   | Mount Lemmon         | Mt. Lemmon Survey |
| 239593 Tianwenbang | 2008 UD55              | 20 d'octubre de 2008   | Lulin                | LUSS              |
| 239594             | 2008 UL58              | 21 d'octubre de 2008   | Kitt Peak            | Spacewatch        |
| 239595             | 2008 UN74              | 21 d'octubre de 2008   | Kitt Peak            | Spacewatch        |
| 239596             | 2008 UZ75              | 21 d'octubre de 2008   | Kitt Peak            | Spacewatch        |
| 239597             | 2008 UL98              | 26 d'octubre de 2008   | Socorro              | LINEAR            |
| 239598             | 2008 UE114             | 22 d'octubre de 2008   | Kitt Peak            | Spacewatch        |
| 239599             | 2008 UQ114             | 22 d'octubre de 2008   | Kitt Peak            | Spacewatch        |
| 239600             | 2008 UO140             | 23 d'octubre de 2008   | Kitt Peak            | Spacewatch        |

## 239601-239700
| Nom               | Designació provisional | Data de descobriment   | Lloc de descobriment | Descobridor/s          |
| ----------------- | ---------------------- | ---------------------- | -------------------- | ---------------------- |
| 239601            | 2008 UY141             | 23 d'octubre de 2008   | Kitt Peak            | Spacewatch             |
| 239602            | 2008 UE148             | 23 d'octubre de 2008   | Kitt Peak            | Spacewatch             |
| 239603            | 2008 UA149             | 23 d'octubre de 2008   | Kitt Peak            | Spacewatch             |
| 239604            | 2008 UH154             | 23 d'octubre de 2008   | Kitt Peak            | Spacewatch             |
| 239605            | 2008 UP156             | 23 d'octubre de 2008   | Mount Lemmon         | Mt. Lemmon Survey      |
| 239606            | 2008 UC167             | 24 d'octubre de 2008   | Kitt Peak            | Spacewatch             |
| 239607            | 2008 US192             | 25 d'octubre de 2008   | Mount Lemmon         | Mt. Lemmon Survey      |
| 239608            | 2008 UL197             | 27 d'octubre de 2008   | Mount Lemmon         | Mt. Lemmon Survey      |
| 239609            | 2008 UU202             | 27 d'octubre de 2008   | Socorro              | LINEAR                 |
| 239610            | 2008 UY211             | 23 d'octubre de 2008   | Kitt Peak            | Spacewatch             |
| 239611 Likwohting | 2008 UC212             | 23 d'octubre de 2008   | Lulin                | X. Y. Hsiao, Q.-z. Ye  |
| 239612            | 2008 UU212             | 24 d'octubre de 2008   | Kitt Peak            | Spacewatch             |
| 239613            | 2008 UW220             | 25 d'octubre de 2008   | Mount Lemmon         | Mt. Lemmon Survey      |
| 239614            | 2008 UB223             | 25 d'octubre de 2008   | Kitt Peak            | Spacewatch             |
| 239615            | 2008 UR238             | 26 d'octubre de 2008   | Kitt Peak            | Spacewatch             |
| 239616            | 2008 US239             | 26 d'octubre de 2008   | Kitt Peak            | Spacewatch             |
| 239617            | 2008 UM245             | 26 d'octubre de 2008   | Kitt Peak            | Spacewatch             |
| 239618            | 2008 UT250             | 27 d'octubre de 2008   | Kitt Peak            | Spacewatch             |
| 239619            | 2008 US253             | 27 d'octubre de 2008   | Kitt Peak            | Spacewatch             |
| 239620            | 2008 UR270             | 28 d'octubre de 2008   | Mount Lemmon         | Mt. Lemmon Survey      |
| 239621            | 2008 UO290             | 28 d'octubre de 2008   | Kitt Peak            | Spacewatch             |
| 239622            | 2008 UZ320             | 31 d'octubre de 2008   | Kitt Peak            | Spacewatch             |
| 239623            | 2008 UG338             | 21 d'octubre de 2008   | Mount Lemmon         | Mt. Lemmon Survey      |
| 239624            | 2008 UZ351             | 26 d'octubre de 2008   | Catalina             | CSS                    |
| 239625            | 2008 UR358             | 26 d'octubre de 2008   | Mount Lemmon         | Mt. Lemmon Survey      |
| 239626            | 2008 UK369             | 28 d'octubre de 2008   | Kitt Peak            | Spacewatch             |
| 239627            | 2008 VW1               | 2 de novembre de 2008  | Socorro              | LINEAR                 |
| 239628            | 2008 VM10              | 2 de novembre de 2008  | Mount Lemmon         | Mt. Lemmon Survey      |
| 239629            | 2008 VB11              | 2 de novembre de 2008  | Mount Lemmon         | Mt. Lemmon Survey      |
| 239630            | 2008 VV14              | 5 de novembre de 2008  | Bisei SG Center      | BATTeRS                |
| 239631            | 2008 VU41              | 3 de novembre de 2008  | Mount Lemmon         | Mt. Lemmon Survey      |
| 239632            | 2008 VW59              | 7 de novembre de 2008  | Catalina             | CSS                    |
| 239633            | 2008 VN70              | 7 de novembre de 2008  | Mount Lemmon         | Mt. Lemmon Survey      |
| 239634            | 2008 VD76              | 1 de novembre de 2008  | Mount Lemmon         | Mt. Lemmon Survey      |
| 239635            | 2008 WW12              | 19 de novembre de 2008 | Bisei SG Center      | BATTeRS                |
| 239636            | 2008 WX13              | 20 de novembre de 2008 | Mount Lemmon         | Mt. Lemmon Survey      |
| 239637            | 2008 WP24              | 18 de novembre de 2008 | Kitt Peak            | Spacewatch             |
| 239638            | 2008 WT25              | 18 de novembre de 2008 | Socorro              | LINEAR                 |
| 239639            | 2008 WF35              | 17 de novembre de 2008 | Kitt Peak            | Spacewatch             |
| 239640            | 2008 WV38              | 17 de novembre de 2008 | Kitt Peak            | Spacewatch             |
| 239641            | 2008 WX41              | 17 de novembre de 2008 | Kitt Peak            | Spacewatch             |
| 239642            | 2008 WO45              | 17 de novembre de 2008 | Kitt Peak            | Spacewatch             |
| 239643            | 2008 WQ46              | 17 de novembre de 2008 | Kitt Peak            | Spacewatch             |
| 239644            | 2008 WX53              | 19 de novembre de 2008 | Kitt Peak            | Spacewatch             |
| 239645            | 2008 WQ58              | 20 de novembre de 2008 | Weihai               | Shandong University    |
| 239646            | 2008 WS66              | 18 de novembre de 2008 | Kitt Peak            | Spacewatch             |
| 239647            | 2008 WW66              | 18 de novembre de 2008 | Kitt Peak            | Spacewatch             |
| 239648            | 2008 WJ68              | 18 de novembre de 2008 | Kitt Peak            | Spacewatch             |
| 239649            | 2008 WB69              | 18 de novembre de 2008 | Kitt Peak            | Spacewatch             |
| 239650            | 2008 WT70              | 18 de novembre de 2008 | Kitt Peak            | Spacewatch             |
| 239651            | 2008 WK76              | 20 de novembre de 2008 | Kitt Peak            | Spacewatch             |
| 239652            | 2008 WA94              | 24 de novembre de 2008 | Sierra Stars         | F. Tozzi               |
| 239653            | 2008 WF98              | 21 de novembre de 2008 | Catalina             | CSS                    |
| 239654            | 2008 WX100             | 24 de novembre de 2008 | Socorro              | LINEAR                 |
| 239655            | 2008 WQ107             | 30 de novembre de 2008 | Mount Lemmon         | Mt. Lemmon Survey      |
| 239656            | 2008 WR123             | 30 de novembre de 2008 | Mount Lemmon         | Mt. Lemmon Survey      |
| 239657            | 2008 WL124             | 24 de novembre de 2008 | La Sagra             | La Sagra               |
| 239658            | 2008 WG125             | 30 de novembre de 2008 | Kitt Peak            | Spacewatch             |
| 239659            | 2008 WM130             | 22 de novembre de 2008 | Kitt Peak            | Spacewatch             |
| 239660            | 2008 WR132             | 20 de novembre de 2008 | Catalina             | CSS                    |
| 239661            | 2008 WQ134             | 24 de novembre de 2008 | Mount Lemmon         | Mt. Lemmon Survey      |
| 239662            | 2008 WU134             | 30 de novembre de 2008 | Kitt Peak            | Spacewatch             |
| 239663            | 2008 WV135             | 19 de novembre de 2008 | Kitt Peak            | Spacewatch             |
| 239664            | 2008 XE                | 1 de desembre de 2008  | Tzec Maun            | L. Elenin              |
| 239665            | 2008 XJ36              | 2 de desembre de 2008  | Kitt Peak            | Spacewatch             |
| 239666            | 2008 XS39              | 2 de desembre de 2008  | Kitt Peak            | Spacewatch             |
| 239667            | 2008 XT51              | 5 de desembre de 2008  | Catalina             | CSS                    |
| 239668            | 2008 XU53              | 1 de desembre de 2008  | Socorro              | LINEAR                 |
| 239669            | 2008 XZ55              | 1 de desembre de 2008  | Kitt Peak            | Spacewatch             |
| 239670            | 2008 XC56              | 3 de desembre de 2008  | Mount Lemmon         | Mt. Lemmon Survey      |
| 239671            | 2008 XD56              | 3 de desembre de 2008  | Mount Lemmon         | Mt. Lemmon Survey      |
| 239672            | 2008 YS1               | 21 de desembre de 2008 | Calar Alto           | F. Hormuth             |
| 239673            | 2008 YV22              | 21 de desembre de 2008 | Mount Lemmon         | Mt. Lemmon Survey      |
| 239674            | 2008 YD23              | 18 de desembre de 2008 | La Sagra             | La Sagra               |
| 239675 Mottez     | 2008 YW24              | 26 de desembre de 2008 | Saint-Sulpice        | B. Christophe          |
| 239676            | 2008 YM32              | 30 de desembre de 2008 | Purple Mountain      | PMO NEO Survey Program |
| 239677            | 2008 YM37              | 22 de desembre de 2008 | Kitt Peak            | Spacewatch             |
| 239678            | 2008 YW51              | 29 de desembre de 2008 | Mount Lemmon         | Mt. Lemmon Survey      |
| 239679            | 2008 YA55              | 29 de desembre de 2008 | Mount Lemmon         | Mt. Lemmon Survey      |
| 239680            | 2008 YM57              | 30 de desembre de 2008 | Kitt Peak            | Spacewatch             |
| 239681            | 2008 YL60              | 30 de desembre de 2008 | Mount Lemmon         | Mt. Lemmon Survey      |
| 239682            | 2008 YY63              | 30 de desembre de 2008 | Mount Lemmon         | Mt. Lemmon Survey      |
| 239683            | 2008 YA64              | 30 de desembre de 2008 | Mount Lemmon         | Mt. Lemmon Survey      |
| 239684            | 2008 YR80              | 30 de desembre de 2008 | Kitt Peak            | Spacewatch             |
| 239685            | 2008 YJ86              | 29 de desembre de 2008 | Kitt Peak            | Spacewatch             |
| 239686            | 2008 YE90              | 29 de desembre de 2008 | Kitt Peak            | Spacewatch             |
| 239687            | 2008 YJ100             | 29 de desembre de 2008 | Kitt Peak            | Spacewatch             |
| 239688            | 2008 YZ101             | 29 de desembre de 2008 | Kitt Peak            | Spacewatch             |
| 239689            | 2008 YC104             | 29 de desembre de 2008 | Kitt Peak            | Spacewatch             |
| 239690            | 2008 YC111             | 31 de desembre de 2008 | Kitt Peak            | Spacewatch             |
| 239691            | 2008 YY120             | 30 de desembre de 2008 | Kitt Peak            | Spacewatch             |
| 239692            | 2008 YV124             | 30 de desembre de 2008 | Kitt Peak            | Spacewatch             |
| 239693            | 2008 YP132             | 31 de desembre de 2008 | Catalina             | CSS                    |
| 239694            | 2008 YL139             | 30 de desembre de 2008 | Kitt Peak            | Spacewatch             |
| 239695            | 2008 YJ144             | 30 de desembre de 2008 | Kitt Peak            | Spacewatch             |
| 239696            | 2008 YN146             | 30 de desembre de 2008 | Kitt Peak            | Spacewatch             |
| 239697            | 2008 YV146             | 31 de desembre de 2008 | Kitt Peak            | Spacewatch             |
| 239698            | 2008 YA155             | 22 de desembre de 2008 | Mount Lemmon         | Mt. Lemmon Survey      |
| 239699            | 2008 YF156             | 29 de desembre de 2008 | Kitt Peak            | Spacewatch             |
| 239700            | 2008 YU156             | 30 de desembre de 2008 | Kitt Peak            | Spacewatch             |

## 239701-239800
| Nom                  | Designació provisional | Data de descobriment   | Lloc de descobriment | Descobridor/s                                          |
| -------------------- | ---------------------- | ---------------------- | -------------------- | ------------------------------------------------------ |
| 239701               | 2008 YC157             | 22 de desembre de 2008 | Kitt Peak            | Spacewatch                                             |
| 239702               | 2008 YM163             | 30 de desembre de 2008 | Kitt Peak            | Spacewatch                                             |
| 239703               | 2008 YZ167             | 21 de desembre de 2008 | Catalina             | CSS                                                    |
| 239704               | 2008 YG168             | 30 de desembre de 2008 | Catalina             | CSS                                                    |
| 239705               | 2009 AS1               | 3 de gener de 2009     | Sierra Stars         | F. Tozzi                                               |
| 239706               | 2009 AB2               | 3 de gener de 2009     | Dauban               | F. Kugel                                               |
| 239707               | 2009 AP4               | 1 de gener de 2009     | Kitt Peak            | Spacewatch                                             |
| 239708               | 2009 AS10              | 2 de gener de 2009     | Mount Lemmon         | Mt. Lemmon Survey                                      |
| 239709               | 2009 AZ16              | 2 de gener de 2009     | Catalina             | CSS                                                    |
| 239710               | 2009 AM25              | 2 de gener de 2009     | Kitt Peak            | Spacewatch                                             |
| 239711               | 2009 AA30              | 15 de gener de 2009    | Kitt Peak            | Spacewatch                                             |
| 239712               | 2009 AZ40              | 15 de gener de 2009    | Kitt Peak            | Spacewatch                                             |
| 239713               | 2009 AD43              | 3 de gener de 2009     | Kitt Peak            | Spacewatch                                             |
| 239714               | 2009 AY45              | 2 de gener de 2009     | Mount Lemmon         | Mt. Lemmon Survey                                      |
| 239715               | 2009 BT2               | 19 de gener de 2009    | Mayhill              | A. Lowe                                                |
| 239716               | 2009 BF12              | 25 de gener de 2009    | Gaisberg             | R. Gierlinger                                          |
| 239717               | 2009 BM15              | 16 de gener de 2009    | Mount Lemmon         | Mt. Lemmon Survey                                      |
| 239718               | 2009 BU18              | 16 de gener de 2009    | Mount Lemmon         | Mt. Lemmon Survey                                      |
| 239719               | 2009 BN21              | 16 de gener de 2009    | Kitt Peak            | Spacewatch                                             |
| 239720               | 2009 BP35              | 16 de gener de 2009    | Kitt Peak            | Spacewatch                                             |
| 239721               | 2009 BP50              | 16 de gener de 2009    | Mount Lemmon         | Mt. Lemmon Survey                                      |
| 239722               | 2009 BD51              | 16 de gener de 2009    | Mount Lemmon         | Mt. Lemmon Survey                                      |
| 239723               | 2009 BR53              | 16 de gener de 2009    | Mount Lemmon         | Mt. Lemmon Survey                                      |
| 239724               | 2009 BY69              | 25 de gener de 2009    | Catalina             | CSS                                                    |
| 239725               | 2009 BO91              | 25 de gener de 2009    | Kitt Peak            | Spacewatch                                             |
| 239726               | 2009 BZ114             | 26 de gener de 2009    | Kitt Peak            | Spacewatch                                             |
| 239727               | 2009 BP115             | 29 de gener de 2009    | Kitt Peak            | Spacewatch                                             |
| 239728               | 2009 BG143             | 30 de gener de 2009    | Kitt Peak            | Spacewatch                                             |
| 239729               | 2009 BZ150             | 28 de gener de 2009    | Catalina             | CSS                                                    |
| 239730               | 2009 BL170             | 16 de gener de 2009    | Kitt Peak            | Spacewatch                                             |
| 239731               | 2009 BR173             | 20 de gener de 2009    | Catalina             | CSS                                                    |
| 239732               | 2009 BG177             | 28 de gener de 2009    | Kitt Peak            | Spacewatch                                             |
| 239733               | 2009 CY15              | 3 de febrer de 2009    | Kitt Peak            | Spacewatch                                             |
| 239734               | 2009 CG34              | 2 de febrer de 2009    | Mount Lemmon         | Mt. Lemmon Survey                                      |
| 239735               | 2009 CH44              | 14 de febrer de 2009   | Kitt Peak            | Spacewatch                                             |
| 239736               | 2009 CK57              | 1 de febrer de 2009    | Catalina             | CSS                                                    |
| 239737               | 2009 DB6               | 17 de febrer de 2009   | Kitt Peak            | Spacewatch                                             |
| 239738               | 2009 DJ10              | 20 de febrer de 2009   | Socorro              | LINEAR                                                 |
| 239739               | 2009 DB51              | 20 de febrer de 2009   | Kitt Peak            | Spacewatch                                             |
| 239740               | 2009 EL3               | 14 de març de 2009     | La Sagra             | La Sagra                                               |
| 239741               | 2009 FF7               | 16 de març de 2009     | Kitt Peak            | Spacewatch                                             |
| 239742               | 2009 FO30              | 25 de març de 2009     | Sierra Stars         | F. Tozzi                                               |
| 239743               | 2009 FP43              | 30 de març de 2009     | Sierra Stars         | F. Tozzi                                               |
| 239744               | 2009 WQ166             | 21 de novembre de 2009 | Mount Lemmon         | Mt. Lemmon Survey                                      |
| 239745               | 2009 XD15              | 15 de desembre de 2009 | Mount Lemmon         | Mt. Lemmon Survey                                      |
| 239746               | 2009 YF4               | 17 de desembre de 2009 | Mount Lemmon         | Mt. Lemmon Survey                                      |
| 239747               | 2009 YZ11              | 18 de desembre de 2009 | Mount Lemmon         | Mt. Lemmon Survey                                      |
| 239748               | 2009 YH16              | 19 de desembre de 2009 | Mount Lemmon         | Mt. Lemmon Survey                                      |
| 239749               | 2009 YS24              | 18 de desembre de 2009 | Mount Lemmon         | Mt. Lemmon Survey                                      |
| 239750               | 2010 AZ2               | 7 de gener de 2010     | Mayhill              | A. Lowe                                                |
| 239751               | 2010 AV18              | 7 de gener de 2010     | Mount Lemmon         | Mt. Lemmon Survey                                      |
| 239752               | 2010 AM31              | 6 de gener de 2010     | Kitt Peak            | Spacewatch                                             |
| 239753               | 2010 AW43              | 6 de gener de 2010     | Catalina             | CSS                                                    |
| 239754               | 2010 AB53              | 8 de gener de 2010     | Kitt Peak            | Spacewatch                                             |
| 239755               | 2010 AT55              | 8 de gener de 2010     | Kitt Peak            | Spacewatch                                             |
| 239756               | 2010 AN59              | 6 de gener de 2010     | Catalina             | CSS                                                    |
| 239757               | 2010 AG74              | 13 de gener de 2010    | Socorro              | LINEAR                                                 |
| 239758               | 2010 AU75              | 10 de gener de 2010    | Socorro              | LINEAR                                                 |
| 239759               | 2010 BY2               | 21 de gener de 2010    | La Sagra             | La Sagra                                               |
| 239760               | 2010 CX3               | 6 de febrer de 2010    | Mount Lemmon         | Mt. Lemmon Survey                                      |
| 239761               | 2010 CU18              | 13 de febrer de 2010   | Mayhill              | Mayhill                                                |
| 239762               | 2010 CV18              | 13 de febrer de 2010   | Mayhill              | Mayhill                                                |
| 239763               | 2010 CZ28              | 9 de febrer de 2010    | Kitt Peak            | Spacewatch                                             |
| 239764               | 2010 CD29              | 9 de febrer de 2010    | Kitt Peak            | Spacewatch                                             |
| 239765               | 2010 CO34              | 10 de febrer de 2010   | Kitt Peak            | Spacewatch                                             |
| 239766               | 2010 CT40              | 13 de febrer de 2010   | Kitt Peak            | Spacewatch                                             |
| 239767               | 2010 CW40              | 13 de febrer de 2010   | Kitt Peak            | Spacewatch                                             |
| 239768               | 2010 CS42              | 7 de febrer de 2010    | La Sagra             | La Sagra                                               |
| 239769               | 2010 CX56              | 13 de febrer de 2010   | Socorro              | LINEAR                                                 |
| 239770               | 2010 CK57              | 14 de febrer de 2010   | Socorro              | LINEAR                                                 |
| 239771               | 2010 CR58              | 13 de febrer de 2010   | Socorro              | LINEAR                                                 |
| 239772               | 2010 CL62              | 9 de febrer de 2010    | Catalina             | CSS                                                    |
| 239773               | 2010 CN65              | 9 de febrer de 2010    | Kitt Peak            | Spacewatch                                             |
| 239774               | 2010 CY68              | 10 de febrer de 2010   | Kitt Peak            | Spacewatch                                             |
| 239775               | 2010 CF69              | 12 de febrer de 2010   | La Sagra             | La Sagra                                               |
| 239776               | 2010 CB76              | 13 de febrer de 2010   | Catalina             | CSS                                                    |
| 239777               | 2010 CW82              | 13 de febrer de 2010   | Crni Vrh             | Crni Vrh                                               |
| 239778               | 2010 CK94              | 14 de febrer de 2010   | Kitt Peak            | Spacewatch                                             |
| 239779               | 2010 CU94              | 14 de febrer de 2010   | Kitt Peak            | Spacewatch                                             |
| 239780               | 2010 CB95              | 14 de febrer de 2010   | Kitt Peak            | Spacewatch                                             |
| 239781               | 2010 CD99              | 14 de febrer de 2010   | Kitt Peak            | Spacewatch                                             |
| 239782               | 2010 CZ103             | 14 de febrer de 2010   | Kitt Peak            | Spacewatch                                             |
| 239783               | 2010 CJ117             | 14 de febrer de 2010   | Mount Lemmon         | Mt. Lemmon Survey                                      |
| 239784               | 2010 CP156             | 15 de febrer de 2010   | Kitt Peak            | Spacewatch                                             |
| 239785               | 2010 CC163             | 9 de febrer de 2010    | Kitt Peak            | Spacewatch                                             |
| 239786               | 2010 CU166             | 13 de febrer de 2010   | Kitt Peak            | Spacewatch                                             |
| 239787               | 2010 CW179             | 14 de febrer de 2010   | Mount Lemmon         | Mt. Lemmon Survey                                      |
| 239788               | 2010 DW38              | 16 de febrer de 2010   | Kitt Peak            | Spacewatch                                             |
| 239789               | 2010 DB45              | 17 de febrer de 2010   | Kitt Peak            | Spacewatch                                             |
| 239790               | 2010 DY76              | 16 de febrer de 2010   | Mount Lemmon         | Mt. Lemmon Survey                                      |
| 239791               | 2010 EW33              | 4 de març de 2010      | Kitt Peak            | Spacewatch                                             |
| 239792 Hankakovacova | 2010 EM34              | 9 de març de 2010      | LightBuckets         | T. Vorobjov                                            |
| 239793               | 2010 EV40              | 4 de març de 2010      | Kitt Peak            | Spacewatch                                             |
| 239794               | 6715 P-L               | 24 de setembre de 1960 | Palomar              | C. J. van Houten, I. van Houten-Groeneveld, T. Gehrels |
| 239795               | 1273 T-2               | 29 de setembre de 1973 | Palomar              | C. J. van Houten, I. van Houten-Groeneveld, T. Gehrels |
| 239796               | 2300 T-3               | 16 d'octubre de 1977   | Palomar              | C. J. van Houten, I. van Houten-Groeneveld, T. Gehrels |
| 239797               | 3037 T-3               | 16 d'octubre de 1977   | Palomar              | C. J. van Houten, I. van Houten-Groeneveld, T. Gehrels |
| 239798               | 1981 EZ31              | 6 de març de 1981      | Siding Spring        | S. J. Bus                                              |
| 239799               | 1993 OU9               | 20 de juliol de 1993   | La Silla             | E. W. Elst                                             |
| 239800               | 1993 PR1               | 14 d'agost de 1993     | Kitt Peak            | Spacewatch                                             |

## 239801-239900
| Nom              | Designació provisional | Data de descobriment   | Lloc de descobriment | Descobridor/s            |
| ---------------- | ---------------------- | ---------------------- | -------------------- | ------------------------ |
| 239801           | 1994 CA11              | 7 de febrer de 1994    | La Silla             | E. W. Elst               |
| 239802           | 1995 UD14              | 17 d'octubre de 1995   | Kitt Peak            | Spacewatch               |
| 239803           | 1995 WE4               | 16 de novembre de 1995 | Kitt Peak            | Spacewatch               |
| 239804           | 1995 WL18              | 17 de novembre de 1995 | Kitt Peak            | Spacewatch               |
| 239805           | 1995 XB5               | 14 de desembre de 1995 | Kitt Peak            | Spacewatch               |
| 239806           | 1996 GJ5               | 11 d'abril de 1996     | Kitt Peak            | Spacewatch               |
| 239807           | 1996 PG                | 7 d'agost de 1996      | Prescott             | P. G. Comba              |
| 239808           | 1996 TK9               | 12 d'octubre de 1996   | Klet                 | Klet                     |
| 239809           | 1997 AY12              | 10 de gener de 1997    | Oizumi               | T. Kobayashi             |
| 239810           | 1997 EC26              | 11 de març de 1997     | Cloudcroft           | W. Offutt                |
| 239811           | 1997 MR2               | 28 de juny de 1997     | Socorro              | LINEAR                   |
| 239812           | 1997 PP                | 1 d'agost de 1997      | Haleakala            | NEAT                     |
| 239813           | 1997 TG11              | 3 d'octubre de 1997    | Kitt Peak            | Spacewatch               |
| 239814           | 1997 WC12              | 22 de novembre de 1997 | Kitt Peak            | Spacewatch               |
| 239815           | 1997 WO15              | 23 de novembre de 1997 | Kitt Peak            | Spacewatch               |
| 239816           | 1998 BJ5               | 18 de gener de 1998    | Kitt Peak            | Spacewatch               |
| 239817           | 1998 BZ33              | 31 de gener de 1998    | Klet                 | Klet                     |
| 239818           | 1998 FD92              | 24 de març de 1998     | Socorro              | LINEAR                   |
| 239819           | 1998 MH23              | 24 de juny de 1998     | Kitt Peak            | Spacewatch               |
| 239820           | 1998 OA2               | 16 de juliol de 1998   | Kitt Peak            | Spacewatch               |
| 239821           | 1998 RD11              | 13 de setembre de 1998 | Kitt Peak            | Spacewatch               |
| 239822           | 1998 RY31              | 14 de setembre de 1998 | Socorro              | LINEAR                   |
| 239823           | 1998 RX47              | 14 de setembre de 1998 | Socorro              | LINEAR                   |
| 239824           | 1998 SE51              | 26 de setembre de 1998 | Kitt Peak            | Spacewatch               |
| 239825           | 1998 SO133             | 26 de setembre de 1998 | Socorro              | LINEAR                   |
| 239826           | 1998 UZ25              | 18 d'octubre de 1998   | La Silla             | E. W. Elst               |
| 239827           | 1998 VL10              | 10 de novembre de 1998 | Socorro              | LINEAR                   |
| 239828           | 1998 VW42              | 15 de novembre de 1998 | Kitt Peak            | Spacewatch               |
| 239829           | 1998 WK29              | 23 de novembre de 1998 | Kitt Peak            | Spacewatch               |
| 239830           | 1998 XK2               | 8 de desembre de 1998  | Kitt Peak            | Spacewatch               |
| 239831           | 1998 YX4               | 17 de desembre de 1998 | Caussols             | ODAS                     |
| 239832           | 1998 YS31              | 23 de desembre de 1998 | Kitt Peak            | Spacewatch               |
| 239833           | 1999 BD30              | 19 de gener de 1999    | Kitt Peak            | Spacewatch               |
| 239834           | 1999 ET6               | 14 de març de 1999     | Kitt Peak            | Spacewatch               |
| 239835           | 1999 FU10              | 16 de març de 1999     | Kitt Peak            | Spacewatch               |
| 239836           | 1999 FY83              | 20 de març de 1999     | Apache Point         | Sloan Digital Sky Survey |
| 239837           | 1999 FX90              | 21 de març de 1999     | Apache Point         | Sloan Digital Sky Survey |
| 239838           | 1999 GL33              | 12 d'abril de 1999     | Socorro              | LINEAR                   |
| 239839           | 1999 LF2               | 8 de juny de 1999      | Socorro              | LINEAR                   |
| 239840           | 1999 NC56              | 12 de juliol de 1999   | Socorro              | LINEAR                   |
| 239841           | 1999 RQ191             | 11 de setembre de 1999 | Socorro              | LINEAR                   |
| 239842           | 1999 SM21              | 30 de setembre de 1999 | Kitt Peak            | Spacewatch               |
| 239843           | 1999 TR71              | 9 d'octubre de 1999    | Kitt Peak            | Spacewatch               |
| 239844           | 1999 TP132             | 6 d'octubre de 1999    | Socorro              | LINEAR                   |
| 239845           | 1999 TX132             | 6 d'octubre de 1999    | Socorro              | LINEAR                   |
| 239846           | 1999 TZ175             | 10 d'octubre de 1999   | Socorro              | LINEAR                   |
| 239847           | 1999 TC191             | 12 d'octubre de 1999   | Socorro              | LINEAR                   |
| 239848           | 1999 TC221             | 2 d'octubre de 1999    | Catalina             | CSS                      |
| 239849           | 1999 VO11              | 7 de novembre de 1999  | Socorro              | LINEAR                   |
| 239850           | 1999 VZ89              | 5 de novembre de 1999  | Socorro              | LINEAR                   |
| 239851           | 1999 VG152             | 9 de novembre de 1999  | Kitt Peak            | Spacewatch               |
| 239852           | 1999 VR190             | 15 de novembre de 1999 | Socorro              | LINEAR                   |
| 239853           | 1999 VC202             | 4 de novembre de 1999  | Kitt Peak            | Spacewatch               |
| 239854           | 1999 VL214             | 1 de novembre de 1999  | Kitt Peak            | Spacewatch               |
| 239855           | 1999 WA19              | 30 de novembre de 1999 | Kitt Peak            | Spacewatch               |
| 239856           | 1999 XJ28              | 6 de desembre de 1999  | Socorro              | LINEAR                   |
| 239857           | 1999 XJ104             | 7 de desembre de 1999  | Socorro              | LINEAR                   |
| 239858           | 1999 XV145             | 7 de desembre de 1999  | Kitt Peak            | Spacewatch               |
| 239859           | 1999 XF213             | 14 de desembre de 1999 | Socorro              | LINEAR                   |
| 239860           | 1999 YA15              | 31 de desembre de 1999 | Kitt Peak            | Spacewatch               |
| 239861           | 2000 AL123             | 5 de gener de 2000     | Socorro              | LINEAR                   |
| 239862           | 2000 AX219             | 8 de gener de 2000     | Kitt Peak            | Spacewatch               |
| 239863           | 2000 AK224             | 10 de gener de 2000    | Kitt Peak            | Spacewatch               |
| 239864           | 2000 BL13              | 29 de gener de 2000    | Kitt Peak            | Spacewatch               |
| 239865           | 2000 CY26              | 2 de febrer de 2000    | Socorro              | LINEAR                   |
| 239866           | 2000 CY98              | 8 de febrer de 2000    | Kitt Peak            | Spacewatch               |
| 239867           | 2000 CQ125             | 3 de febrer de 2000    | Socorro              | LINEAR                   |
| 239868           | 2000 EM74              | 10 de març de 2000     | Kitt Peak            | Spacewatch               |
| 239869           | 2000 GD53              | 5 d'abril de 2000      | Socorro              | LINEAR                   |
| 239870           | 2000 HD29              | 26 d'abril de 2000     | Kitt Peak            | Spacewatch               |
| 239871           | 2000 HU52              | 29 d'abril de 2000     | Socorro              | LINEAR                   |
| 239872           | 2000 JY11              | 5 de maig de 2000      | Socorro              | LINEAR                   |
| 239873           | 2000 JO67              | 5 de maig de 2000      | Kitt Peak            | Spacewatch               |
| 239874           | 2000 JN83              | 6 de maig de 2000      | Socorro              | LINEAR                   |
| 239875           | 2000 KQ78              | 27 de maig de 2000     | Socorro              | LINEAR                   |
| 239876           | 2000 NW                | 4 de juliol de 2000    | Prescott             | P. G. Comba              |
| 239877           | 2000 NH4               | 3 de juliol de 2000    | Kitt Peak            | Spacewatch               |
| 239878           | 2000 OV8               | 30 de juliol de 2000   | Socorro              | LINEAR                   |
| 239879           | 2000 PL14              | 1 d'agost de 2000      | Socorro              | LINEAR                   |
| 239880           | 2000 QM35              | 28 d'agost de 2000     | Visnjan              | K. Korlevic              |
| 239881           | 2000 QW55              | 25 d'agost de 2000     | Socorro              | LINEAR                   |
| 239882           | 2000 QU66              | 28 d'agost de 2000     | Socorro              | LINEAR                   |
| 239883           | 2000 QS92              | 25 d'agost de 2000     | Socorro              | LINEAR                   |
| 239884           | 2000 QX119             | 25 d'agost de 2000     | Socorro              | LINEAR                   |
| 239885           | 2000 QN141             | 31 d'agost de 2000     | Socorro              | LINEAR                   |
| 239886           | 2000 QW160             | 31 d'agost de 2000     | Socorro              | LINEAR                   |
| 239887           | 2000 QU163             | 31 d'agost de 2000     | Socorro              | LINEAR                   |
| 239888           | 2000 QE171             | 31 d'agost de 2000     | Socorro              | LINEAR                   |
| 239889           | 2000 RF                | 1 de setembre de 2000  | Socorro              | LINEAR                   |
| 239890 Edudeldon | 2000 RX11              | 1 de setembre de 2000  | Saltsjobaden         | A. Brandeker             |
| 239891           | 2000 RW17              | 1 de setembre de 2000  | Socorro              | LINEAR                   |
| 239892           | 2000 RE65              | 1 de setembre de 2000  | Socorro              | LINEAR                   |
| 239893           | 2000 RO74              | 3 de setembre de 2000  | Socorro              | LINEAR                   |
| 239894           | 2000 RD75              | 3 de setembre de 2000  | Socorro              | LINEAR                   |
| 239895           | 2000 SF32              | 24 de setembre de 2000 | Socorro              | LINEAR                   |
| 239896           | 2000 SD52              | 23 de setembre de 2000 | Socorro              | LINEAR                   |
| 239897           | 2000 SG62              | 24 de setembre de 2000 | Socorro              | LINEAR                   |
| 239898           | 2000 ST62              | 24 de setembre de 2000 | Socorro              | LINEAR                   |
| 239899           | 2000 SL78              | 24 de setembre de 2000 | Socorro              | LINEAR                   |
| 239900           | 2000 SP87              | 24 de setembre de 2000 | Socorro              | LINEAR                   |

## 239901-240000
| Nom    | Designació provisional | Data de descobriment   | Lloc de descobriment | Descobridor/s               |
| ------ | ---------------------- | ---------------------- | -------------------- | --------------------------- |
| 239901 | 2000 SR122             | 24 de setembre de 2000 | Socorro              | LINEAR                      |
| 239902 | 2000 SU125             | 24 de setembre de 2000 | Socorro              | LINEAR                      |
| 239903 | 2000 SF129             | 26 de setembre de 2000 | Socorro              | LINEAR                      |
| 239904 | 2000 SV132             | 23 de setembre de 2000 | Socorro              | LINEAR                      |
| 239905 | 2000 SP151             | 24 de setembre de 2000 | Socorro              | LINEAR                      |
| 239906 | 2000 SQ161             | 20 de setembre de 2000 | Haleakala            | NEAT                        |
| 239907 | 2000 SP164             | 26 de setembre de 2000 | Socorro              | LINEAR                      |
| 239908 | 2000 SH223             | 27 de setembre de 2000 | Socorro              | LINEAR                      |
| 239909 | 2000 SN233             | 21 de setembre de 2000 | Socorro              | LINEAR                      |
| 239910 | 2000 SQ240             | 26 de setembre de 2000 | Socorro              | LINEAR                      |
| 239911 | 2000 SC246             | 24 de setembre de 2000 | Socorro              | LINEAR                      |
| 239912 | 2000 SV254             | 24 de setembre de 2000 | Socorro              | LINEAR                      |
| 239913 | 2000 SM285             | 23 de setembre de 2000 | Socorro              | LINEAR                      |
| 239914 | 2000 SX323             | 28 de setembre de 2000 | Kitt Peak            | Spacewatch                  |
| 239915 | 2000 SA334             | 26 de setembre de 2000 | Haleakala            | NEAT                        |
| 239916 | 2000 SM338             | 25 de setembre de 2000 | Haleakala            | NEAT                        |
| 239917 | 2000 TD7               | 1 d'octubre de 2000    | Socorro              | LINEAR                      |
| 239918 | 2000 TC40              | 1 d'octubre de 2000    | Socorro              | LINEAR                      |
| 239919 | 2000 TA48              | 1 d'octubre de 2000    | Anderson Mesa        | LONEOS                      |
| 239920 | 2000 TN62              | 2 d'octubre de 2000    | Socorro              | LINEAR                      |
| 239921 | 2000 UR5               | 24 d'octubre de 2000   | Socorro              | LINEAR                      |
| 239922 | 2000 UW33              | 26 d'octubre de 2000   | Socorro              | LINEAR                      |
| 239923 | 2000 UK34              | 24 d'octubre de 2000   | Socorro              | LINEAR                      |
| 239924 | 2000 UR40              | 24 d'octubre de 2000   | Socorro              | LINEAR                      |
| 239925 | 2000 UZ45              | 24 d'octubre de 2000   | Socorro              | LINEAR                      |
| 239926 | 2000 UB46              | 24 d'octubre de 2000   | Socorro              | LINEAR                      |
| 239927 | 2000 UZ85              | 31 d'octubre de 2000   | Socorro              | LINEAR                      |
| 239928 | 2000 WJ21              | 21 de novembre de 2000 | Socorro              | LINEAR                      |
| 239929 | 2000 WO90              | 21 de novembre de 2000 | Socorro              | LINEAR                      |
| 239930 | 2000 WQ138             | 21 de novembre de 2000 | Socorro              | LINEAR                      |
| 239931 | 2000 WL162             | 20 de novembre de 2000 | Socorro              | LINEAR                      |
| 239932 | 2000 WY191             | 19 de novembre de 2000 | Anderson Mesa        | LONEOS                      |
| 239933 | 2000 XR5               | 1 de desembre de 2000  | Socorro              | LINEAR                      |
| 239934 | 2000 XD36              | 5 de desembre de 2000  | Socorro              | LINEAR                      |
| 239935 | 2000 YW36              | 30 de desembre de 2000 | Socorro              | LINEAR                      |
| 239936 | 2000 YQ58              | 30 de desembre de 2000 | Socorro              | LINEAR                      |
| 239937 | 2000 YP82              | 30 de desembre de 2000 | Socorro              | LINEAR                      |
| 239938 | 2001 AE9               | 2 de gener de 2001     | Socorro              | LINEAR                      |
| 239939 | 2001 AZ30              | 4 de gener de 2001     | Socorro              | LINEAR                      |
| 239940 | 2001 BD13              | 21 de gener de 2001    | Socorro              | LINEAR                      |
| 239941 | 2001 BN16              | 18 de gener de 2001    | Socorro              | LINEAR                      |
| 239942 | 2001 CS12              | 1 de febrer de 2001    | Socorro              | LINEAR                      |
| 239943 | 2001 CU26              | 1 de febrer de 2001    | Kitt Peak            | Spacewatch                  |
| 239944 | 2001 CV29              | 2 de febrer de 2001    | Anderson Mesa        | LONEOS                      |
| 239945 | 2001 CZ39              | 13 de febrer de 2001   | Socorro              | LINEAR                      |
| 239946 | 2001 CA41              | 15 de febrer de 2001   | Socorro              | LINEAR                      |
| 239947 | 2001 DT43              | 19 de febrer de 2001   | Socorro              | LINEAR                      |
| 239948 | 2001 DB87              | 27 de febrer de 2001   | Kitt Peak            | Spacewatch                  |
| 239949 | 2001 DC107             | 19 de febrer de 2001   | Kitt Peak            | Spacewatch                  |
| 239950 | 2001 EE4               | 2 de març de 2001      | Anderson Mesa        | LONEOS                      |
| 239951 | 2001 FG17              | 19 de març de 2001     | Anderson Mesa        | LONEOS                      |
| 239952 | 2001 FS75              | 19 de març de 2001     | Socorro              | LINEAR                      |
| 239953 | 2001 FU95              | 16 de març de 2001     | Socorro              | LINEAR                      |
| 239954 | 2001 FG120             | 28 de març de 2001     | Kitt Peak            | Spacewatch                  |
| 239955 | 2001 FY169             | 24 de març de 2001     | Anderson Mesa        | LONEOS                      |
| 239956 | 2001 FF186             | 16 de març de 2001     | Socorro              | LINEAR                      |
| 239957 | 2001 GD1               | 13 d'abril de 2001     | Socorro              | LINEAR                      |
| 239958 | 2001 GH9               | 15 d'abril de 2001     | Socorro              | LINEAR                      |
| 239959 | 2001 GV11              | 15 d'abril de 2001     | Haleakala            | NEAT                        |
| 239960 | 2001 HS36              | 29 d'abril de 2001     | Socorro              | LINEAR                      |
| 239961 | 2001 JJ10              | 15 de maig de 2001     | Anderson Mesa        | LONEOS                      |
| 239962 | 2001 KB52              | 16 de maig de 2001     | Palomar              | NEAT                        |
| 239963 | 2001 MX1               | 18 de juny de 2001     | Wise                 | Wise                        |
| 239964 | 2001 MB2               | 19 de juny de 2001     | Palomar              | NEAT                        |
| 239965 | 2001 NC6               | 14 de juliol de 2001   | Emerald Lane         | L. Ball                     |
| 239966 | 2001 OW11              | 18 de juliol de 2001   | Haleakala            | NEAT                        |
| 239967 | 2001 PH4               | 7 d'agost de 2001      | Haleakala            | NEAT                        |
| 239968 | 2001 PM33              | 10 d'agost de 2001     | Palomar              | NEAT                        |
| 239969 | 2001 PW33              | 10 d'agost de 2001     | Palomar              | NEAT                        |
| 239970 | 2001 QX53              | 16 d'agost de 2001     | Socorro              | LINEAR                      |
| 239971 | 2001 QP125             | 19 d'agost de 2001     | Socorro              | LINEAR                      |
| 239972 | 2001 QF157             | 23 d'agost de 2001     | Anderson Mesa        | LONEOS                      |
| 239973 | 2001 QV226             | 24 d'agost de 2001     | Anderson Mesa        | LONEOS                      |
| 239974 | 2001 QN257             | 25 d'agost de 2001     | Socorro              | LINEAR                      |
| 239975 | 2001 QS269             | 19 d'agost de 2001     | Kvistaberg           | Uppsala-DLR Asteroid Survey |
| 239976 | 2001 QU293             | 22 d'agost de 2001     | Kiso                 | Y. Ohba                     |
| 239977 | 2001 QO329             | 23 d'agost de 2001     | Anderson Mesa        | LONEOS                      |
| 239978 | 2001 QG330             | 25 d'agost de 2001     | Anderson Mesa        | LONEOS                      |
| 239979 | 2001 RR30              | 7 de setembre de 2001  | Socorro              | LINEAR                      |
| 239980 | 2001 RB96              | 11 de setembre de 2001 | Kitt Peak            | Spacewatch                  |
| 239981 | 2001 RH115             | 12 de setembre de 2001 | Socorro              | LINEAR                      |
| 239982 | 2001 RT117             | 12 de setembre de 2001 | Socorro              | LINEAR                      |
| 239983 | 2001 RC118             | 12 de setembre de 2001 | Socorro              | LINEAR                      |
| 239984 | 2001 RH126             | 12 de setembre de 2001 | Socorro              | LINEAR                      |
| 239985 | 2001 RS130             | 12 de setembre de 2001 | Socorro              | LINEAR                      |
| 239986 | 2001 RT130             | 12 de setembre de 2001 | Socorro              | LINEAR                      |
| 239987 | 2001 RF138             | 12 de setembre de 2001 | Socorro              | LINEAR                      |
| 239988 | 2001 RW154             | 12 de setembre de 2001 | Kitt Peak            | Spacewatch                  |
| 239989 | 2001 SS7               | 18 de setembre de 2001 | Kitt Peak            | Spacewatch                  |
| 239990 | 2001 SL8               | 18 de setembre de 2001 | Kitt Peak            | Spacewatch                  |
| 239991 | 2001 SX15              | 16 de setembre de 2001 | Socorro              | LINEAR                      |
| 239992 | 2001 SS36              | 16 de setembre de 2001 | Socorro              | LINEAR                      |
| 239993 | 2001 SP82              | 20 de setembre de 2001 | Socorro              | LINEAR                      |
| 239994 | 2001 SH90              | 20 de setembre de 2001 | Socorro              | LINEAR                      |
| 239995 | 2001 SC193             | 19 de setembre de 2001 | Socorro              | LINEAR                      |
| 239996 | 2001 SV202             | 19 de setembre de 2001 | Socorro              | LINEAR                      |
| 239997 | 2001 SU215             | 19 de setembre de 2001 | Socorro              | LINEAR                      |
| 239998 | 2001 SF233             | 19 de setembre de 2001 | Socorro              | LINEAR                      |
| 239999 | 2001 SR233             | 19 de setembre de 2001 | Socorro              | LINEAR                      |
| 240000 | 2001 SY244             | 19 de setembre de 2001 | Socorro              | LINEAR                      |